# Armenia
Armenia (en armenio: Հայաստան Hayastanⓘ), oficialmente la República de Armenia (Հայաստանի Հանրապետություն, Hayastani Hanrapetut'yun), es un país de Transcaucasia sin salida al mar localizado en Asia Occidental. Comparte frontera al oeste con Turquía, al norte con Georgia, al este con Azerbaiyán y al sur con Irán y el exclave azerbaiyano de Najicheván.
Armenia es un Estado unitario, multipartidista y en un proceso de democratización que tiene sus raíces en una de las más antiguas civilizaciones del mundo. Dotada de un rico patrimonio cultural, se destacó como una de las primeras naciones en adoptar el cristianismo como religión oficial en los primeros años del siglo IV (la fecha tradicional es 301). Aunque Armenia es un Estado constitucional secular, la fe cristiana desempeña un papel primordial en su historia y en la identidad del pueblo armenio; cuenta con la Iglesia apostólica armenia como su iglesia nacional.
Cultural, histórica y políticamente, Armenia se considera como parte de Europa. Sin embargo, su localización en el Cáucaso meridional la sitúa en una supuesta frontera entre Europa y Asia, a medio camino entre los dos ámbitos geográficos. Las distintas clasificaciones son arbitrarias, pues no hay diferencia geográfica fácilmente definible (como sería un mar) entre Europa y Asia.
Armenia es actualmente miembro de más de 35 organizaciones internacionales, incluyendo las Naciones Unidas, el Consejo de Europa, el Banco Asiático de Desarrollo, la Comunidad de Estados Independientes, la Organización Mundial del Comercio y la Organización de Cooperación Económica del Mar Negro. Es uno de los integrantes de la Asociación para la Paz de la Organización del Tratado del Atlántico Norte  (aunque a esta última con estatus de país colaborador, no miembro íntegro), así como de la alianza militar Organización del Tratado de la Seguridad Colectiva (OTSC). Es también miembro observador de la Comunidad Económica Eurasiática, de la Francofonía y del Movimiento de Países No Alineados. Formó parte de la Unión Soviética hasta su independencia en 1991. 

## Etimología de «Armenia»
Armenia es un exónimo (en griego antiguo, Ἀρμενία), ya que en el armenio se utiliza el nombre Hayastán (en alfabeto armenio, Հայաստան), que es una combinación de Hayk, etnónimo, y el sufijo persa stán (: ستان  stān), país.

### Hayastán
El origen y significado de Hayk ha sido objeto de numerosas hipótesis sin que ninguna resulte concluyente. Algunas investigaciones lo hacen derivar de una forma no atestiguada en protoarmenio: *hatiyos o *hatyos → *hayo → hay, relacionada con el urartiano𒆳𒄩𒀀𒋼 (KURḫa-a-te, "el país de los hititas"), de modo que Hayk es una forma posterior de Hatti (en hitita: 𒄩𒋾 /ḫa-ti /Ḫatti/).
Una hipótesis alternativa, considerada por Diakonoff como poco probable, es la que relaciona al lexema hay- con el reino de Ḫayaša.
La tradición armenia, desde Moisés de Corene en el siglo V, sostiene que proviene del ancestro epónimo de los armenios, Hayk (Հայկ) descendiente de Aram (de donde provendría el exónimo Armenia) o bien de hijo de Togarma, descendiente de Jafet y de Noé. La leyenda añade que Hayk vivió en el siglo XXV a. C. y que se estableció a orillas del lago Van después de derrotar y matar al gigante babilonio Belo. A principios del siglo XX, los investigadores armenios buscaron un origen histórico a la leyenda; según estos estudios, Aram podría ser un recuerdo de Arame, el primer rey conocido de Urartu.

### Armenia
Armenia aparece en la inscripción de Behistún (siglo VI a. C.) como Armina (𐎠𐎼𐎷𐎡𐎴 a-r-mi-i-n(a) en persa antiguo), Harminuya (en elamita) y Urashtu (en acadio) y, poco después, como Αρμένιοι (armenioi, es decir, armenios) en un fragmento atribuido a Hecateo de Mileto (c. 476 a. C.) y como Ἀρμενία (Armenía) en Heródoto.
La leyenda consideraba que el nombre derivaba del personaje bíblico Aram. Desde un punto de vista académico, se han considerado las siguientes etimologías: de la raíz protoindoeuropea *ar- "reunir en asamblea", del topónimo asirio Armânum o Armanî, atestiguado ya en la Edad del Bronce, de la expresión ḪARMinni, "montaña de los Minni", un pueblo mencionado en la Biblia (Jeremías 51:27), identificado con los Minnai de las inscripciones asirias o bien con el nombre urartiano Erimena, quien aparece en las inscripciones como padre del rey Rusa III.
El autor Rafael Ishkhanyan, ha supuesto que Armenia procede del nombre de una tribu perteneciente al reino Hayasa-Azzi, pero la existencia de la misma no ha sido probada.
El nombre nativo del país en armenio es Hayk‘. Este nombre se transformó durante la Edad Media en Hayastán, con el sufijo persa “-stán”, que significa país. El origen de la autodenominación armenia "hay" es incierto. Ha sido tradicionalmente derivada de Hayk (Հայկ), el legendario patriarca de los armenios, que según algunos historiadores contemporáneos, "hay" proviene del país de Hayasa, mencionado en las escrituras cuneiformes hititas de los siglos XIV-XIII a. C. como uno de sus estados vasallos.
Diversos exégetas bíblicos han identificado a Armenia como el sitio del jardín del Edén, y se ha interpretado que el monte Ararat es la montaña sobre la cual se posó el arca de Noé después del Diluvio universal (Génesis 8:4).
El origen del exónimo "Armenia" también es incierto. Varios eruditos armenios, incluyendo Rafael Ishjanyán (1989), lo han identificado con "Armani" (Armanum, que también se lee Armanim) mencionado entre los enemigos derrotados por el rey acadio Naram-Sin (2300 a. C.), localizándolos en las montañas de la Armenia meridional. Según algunos historiadores, la primera mención de la voz "Armina" aparece en la inscripción cuneiforme de Behistun del rey Darío I de Persia (ca. 519 a. C.). El término griego Armenioi aparece en Heródoto (Ἀρμένιοι δὲ κατά περ Φρύγες ἐσεσάχατο, ἐόντες Φρυγῶν ἄποικοι.), quien sostiene que los armenios eran colonos de Frigia. La etimología tradicional para el etnónimo es su derivación de Aram, bisnieto del bisnieto de Hayk, como lo hace Moisés de Corene.

## Historia

### Prehistoria y Antigüedad

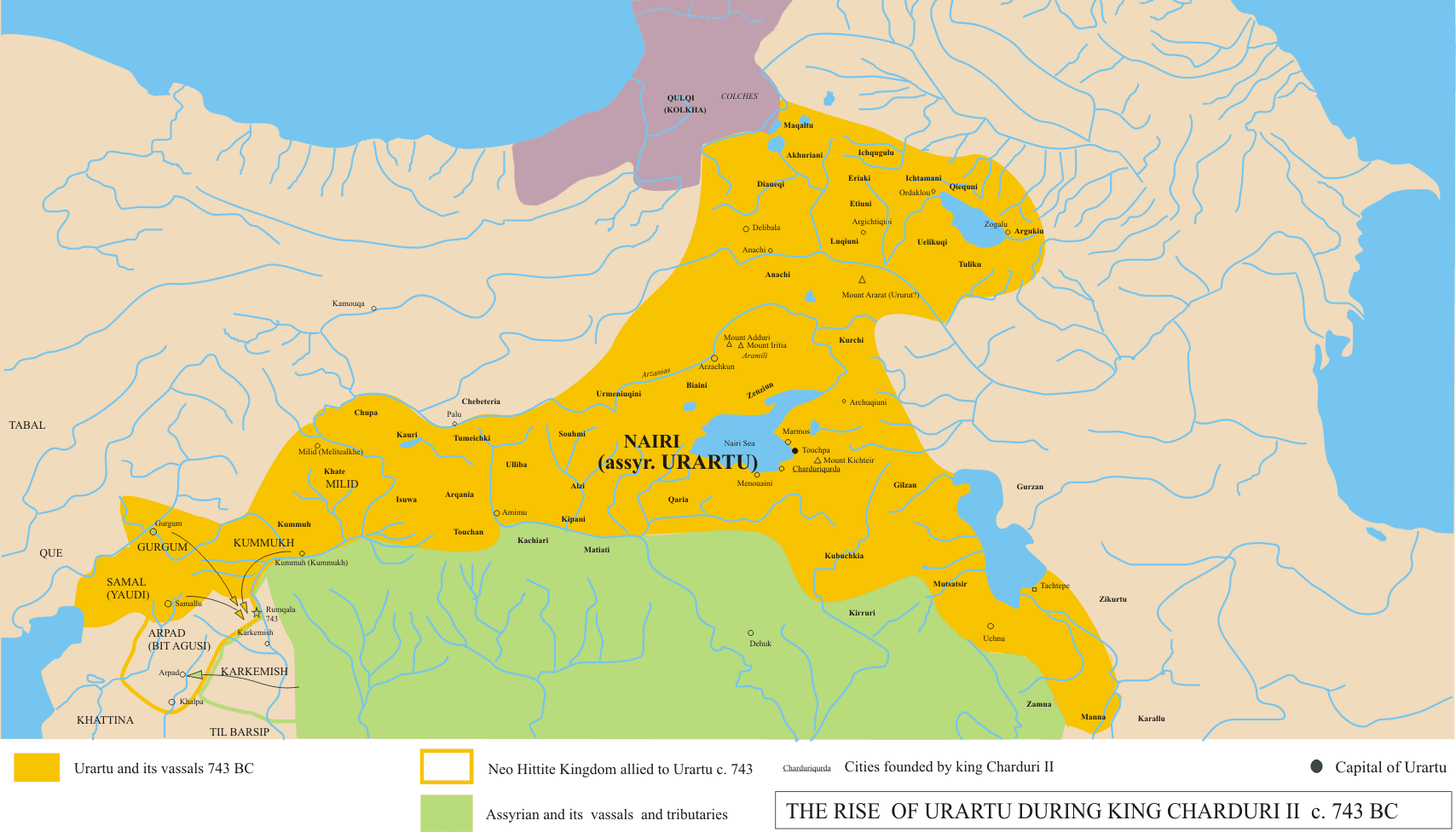
El reino de Urartu en la época de Sarduris II en el año 743 a. C.

Armenia se ha poblado desde épocas prehistóricas. Los arqueólogos continúan revelando indicios de que Armenia y sus montañas estuvieron entre los primeros lugares donde se asentó la civilización humana en el Cáucaso, la que iba emigrando a través de los milenios desde el África. A partir del 4000 hasta el 1000 a. C., las herramientas y los utensilios de cobre, de bronce y de hierro fueron producidos en Armenia y negociados comúnmente en tierras vecinas donde estos metales eran menos abundantes. El territorio de Armenia es también una de las posibles localizaciones del legendario país de Aratta, mencionado en las fuentes sumerias.
Durante la Edad de Bronce, varios estados prosperaron, incluyendo el Imperio hitita (en su máximo esplendor), Mitani y de Hayasa-Azzi (siglo XV a. C.) y en la Edad de Hierro, los indoeuropeos frigios y mushkis llegaron y destruyeron el reino de Mitanni; también floreció la gente de Nairi (siglos XII al IX a. C.) y el reino de Urartu (siglos IX al VI a. C.), pero la aportación de cada pueblo en la etnogénesis de la gente armenia es incierta. Algunos discutirían sobre una mayor influencia de los hurritas en la Armenia temprana, pero basado en patrones drásticos diversos de la lengua, la mayoría acepta que los armenios pertenecen al grupo de pueblos indoeuropeos mientras que Urartu pertenece a la familia hurro-urartiana. Ereván, la capital moderna de Armenia, fue fundada en el año 782 a. C. por el rey Argishti I de Urartu.

El reino de Armenia bajo Tigranes el Grande.

En el siglo VI a. C., se estableció la satrapía de Armenia, como parte del Imperio aqueménida, el cual dejó la administración de la región en las manos de la dinastía Oróntida. Esta satrapía existió hasta el siglo IV a. C., cuando Armenia se independizó paralelamente a la caída del Imperio persa.
Tras la derrota del Imperio seléucida, uno de los estados sucesores del imperio de Alejandro Magno, en la batalla de Magnesia a manos de la República romana (190 a. C.), el gobernador de Armenia, Artashes, restableció la independencia de Armenia —conocida como Armenia Mayor— y fundó la dinastía Artáxida (190 a. C.), que perduró hasta el año 1 d. C. Al mismo tiempo, el reino de Sofene, al sudoeste de la meseta de Armenia, restableció su independencia bajo Zariadres. La zona de Armenia Menor, al noroeste de la meseta, permaneció bajo el control de los reinos de Capadocia y de Ponto, y posteriormente fue anexionada al Imperio romano.
El reino de Armenia alcanzó su máxima expansión entre el 95 a. C. y el 66 a. C. bajo Tigranes el Grande, cuando se convirtió brevemente en un imperio, extendiéndose desde el mar Caspio hasta el mar Mediterráneo y desde el Cáucaso hasta la frontera de Palestina.

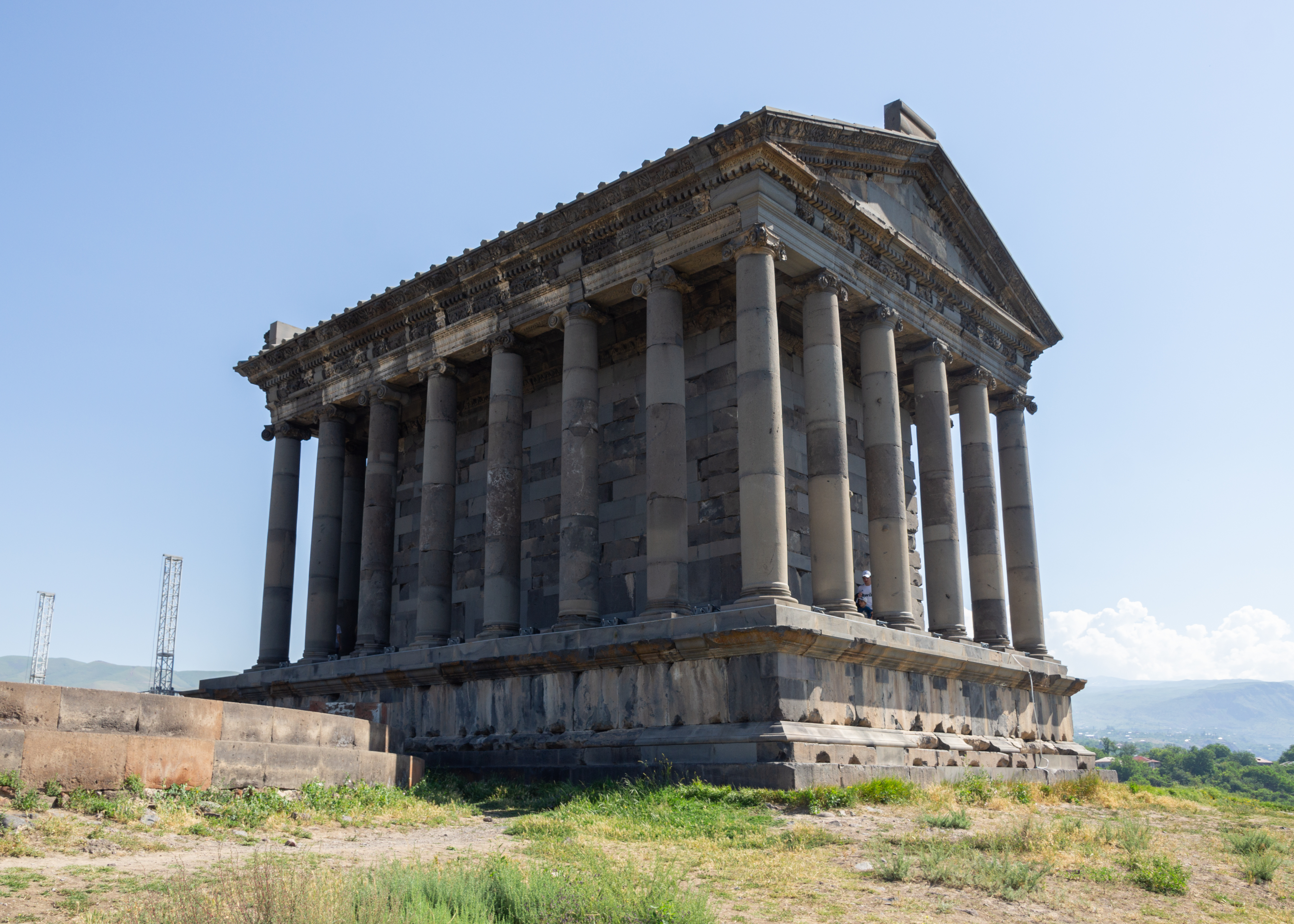
Templo romano de Garni, construido en el

A través de su historia, el reino de Armenia gozó de períodos de independencia intermitentes y períodos de autonomía conforme a los imperios contemporáneos. Reyes apoyados o impuestos por el Imperio romano o por Partia, o acordados por ambos, fundaron y destruyeron dinastías, como fue la dinastía arsácida establecida a partir del año 53 por Tirídates I. La localización estratégica de Armenia entre dos continentes la ha sometido a sucesivas invasiones de asirios, persas, romanos, bizantinos, árabes, turcos selyúcidas, mongoles, turcos otomanos y rusos.
En el año 301, Armenia se convirtió en el primer país del mundo en adoptar el cristianismo como religión oficial del Estado —sí descartamos la leyenda de Abgar—, por influencia de Gregorio I el Iluminador considerado hoy en día santo patrón de la Iglesia apostólica armenia. Tiridates III (238-314) fue el primer gobernante que oficialmente se propuso cristianizar a su gente, y su conversión ocurrió doce años antes de que el Imperio romano concediera al cristianismo la tolerancia oficial bajo Constantino I y casi ocho décadas antes de que Teodosio I el Grande adoptara el cristianismo como religión oficial del imperio (380). En el año 405, Mesrob Mashtóts creó el alfabeto armenio.

### Armenia persa
Después de la caída del reino de Armenia en 428, la mayor parte del país fue incorporada al Imperio sasánida, gobernado por un marzpan. Después de una rebelión en 451, los armenios mantuvieron su libertad religiosa, mientras que Armenia ganó autonomía y el derecho a ser gobernada por un marzpan nativo, mientras que otros territorios imperiales fueron gobernados exclusivamente por persas. El marzpanato de Armenia duró hasta 640, cuando la Persia sasánida fue destruida por el Califato árabe.
Tras la conquista árabe de Armenia, Armenia fue inicialmente agrupada en una unidad administrativa con el nombre de Arminiyya, que también incluyó partes de Georgia y de Albania caucásica y tenía su centro en la ciudad armenia de Dvin, bajo un gobernador árabe, llamado vostikan. A mediados del siglo IX la administración fue delegada en el príncipe de Armenia, reconocido por el califa y el emperador bizantino. El principado de Armenia duró hasta el año 884, cuando el país recuperó la independencia del debilitado imperio árabe.

### Época medieval

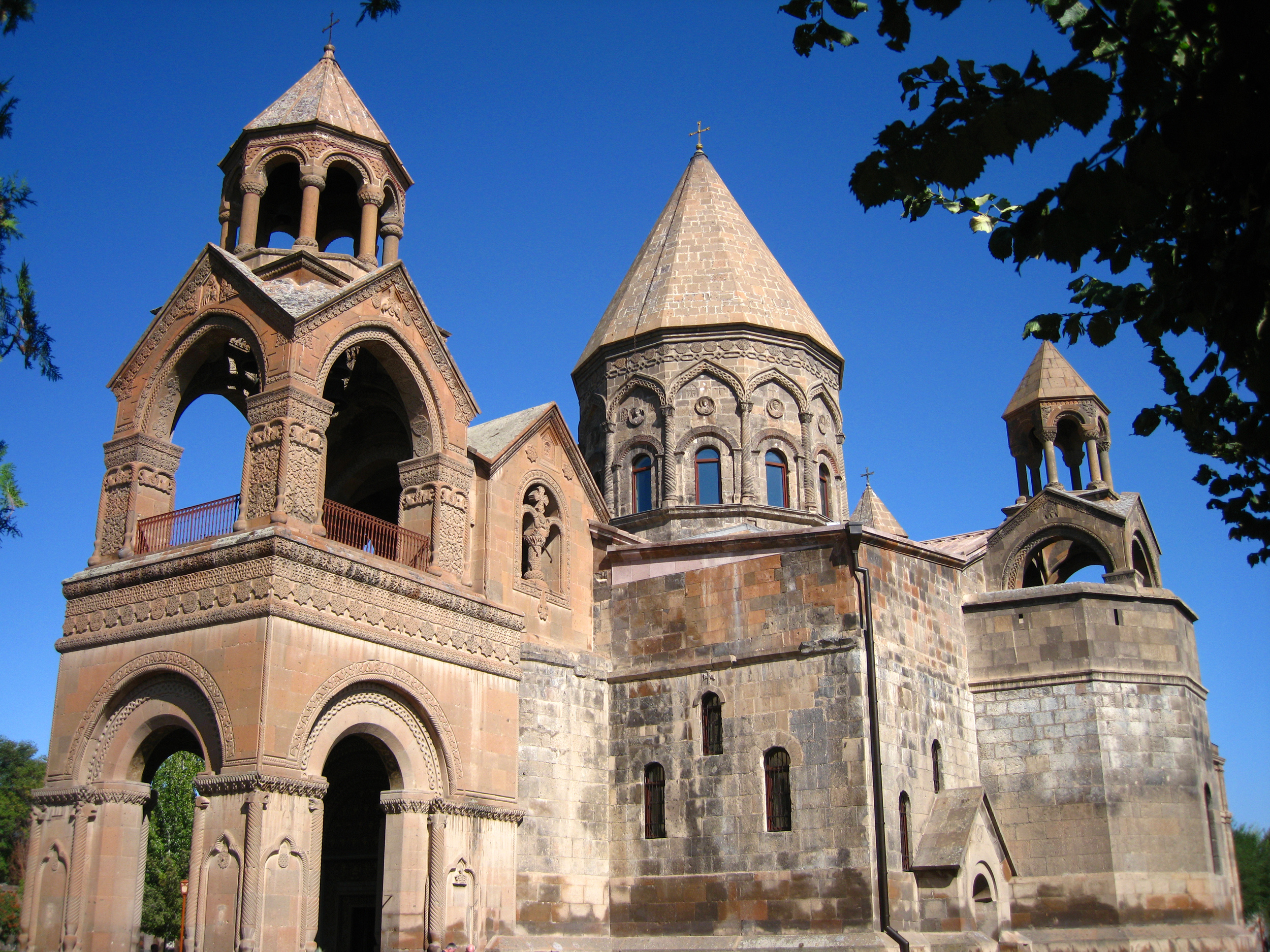
Catedral de Echmiadzín.

El reino armenio fue gobernado por la dinastía Bagrátida hasta 1045, con capital en la ciudad de Ani. Al mismo tiempo, varias áreas de la Armenia bagrátida se separaron formando reinos y principados feudales, como el principado de Vaspurakan, gobernado por la casa de Artzruni, pero que a la vez reconocían la supremacía de los reyes bagrátidas.
En 1045, el Imperio bizantino conquistó Ani y acabó con el reino de la Armenia bagrátida. Pronto, los otros estados armenios cayeron también bajo el control bizantino. La dominación bizantina fue breve, ya que los turcos selyúcidas derrotaron en el 1071 a los bizantinos y conquistaron Armenia en la batalla de Manzikert, estableciendo el Imperio Selyúcida. Para escapar de la muerte o servidumbre a manos de los que habían asesinado a su pariente Gagik II, rey de Ani, un armenio de nombre Rubén se adentró en los desfiladeros de los montes Tauros con algunos compatriotas. Llegó luego a Tarsos, en Cilicia, donde el gobernador bizantino le dio protección, y donde sería finalmente establecido el Reino armenio de Cilicia.

El Reino armenio de Cilicia, 1078-1375.

El Imperio selyúcida pronto comenzó a derrumbarse. A principios del 1100, los príncipes armenios de la familia noble Zakarian establecieron un principado armenio semiindependiente en Armenia norteña y del este, conocida como Armenia zakárida. La familia noble de Orbeliano compartió el control con el Zakarida en varias partes del país, especialmente en Vayots Dzor y Syunik. Seguía habiendo las partes meridionales de Armenia bajo control de dinastías kurdas de Shaddadids y de Ayyubids.

### Ocupación extranjera
En 1230 el ilkanato mongol conquistó el principado de Zakaryan, así como el resto de Armenia. Las invasiones mongolas pronto fueron seguidas por las de otras tribus asiáticas centrales, que continuaron desde 1200 hasta 1400. Después de incesantes invasiones, Armenia se debilitó. En el año 1500, el Imperio otomano y el Imperio safávida se repartieron el territorio de Armenia. El Imperio ruso incorporó más adelante Armenia del este (consistiendo en los kanatos de Ereván y de Karabaj dentro de Persia) en 1813 y 1828.

### Armenia otomana

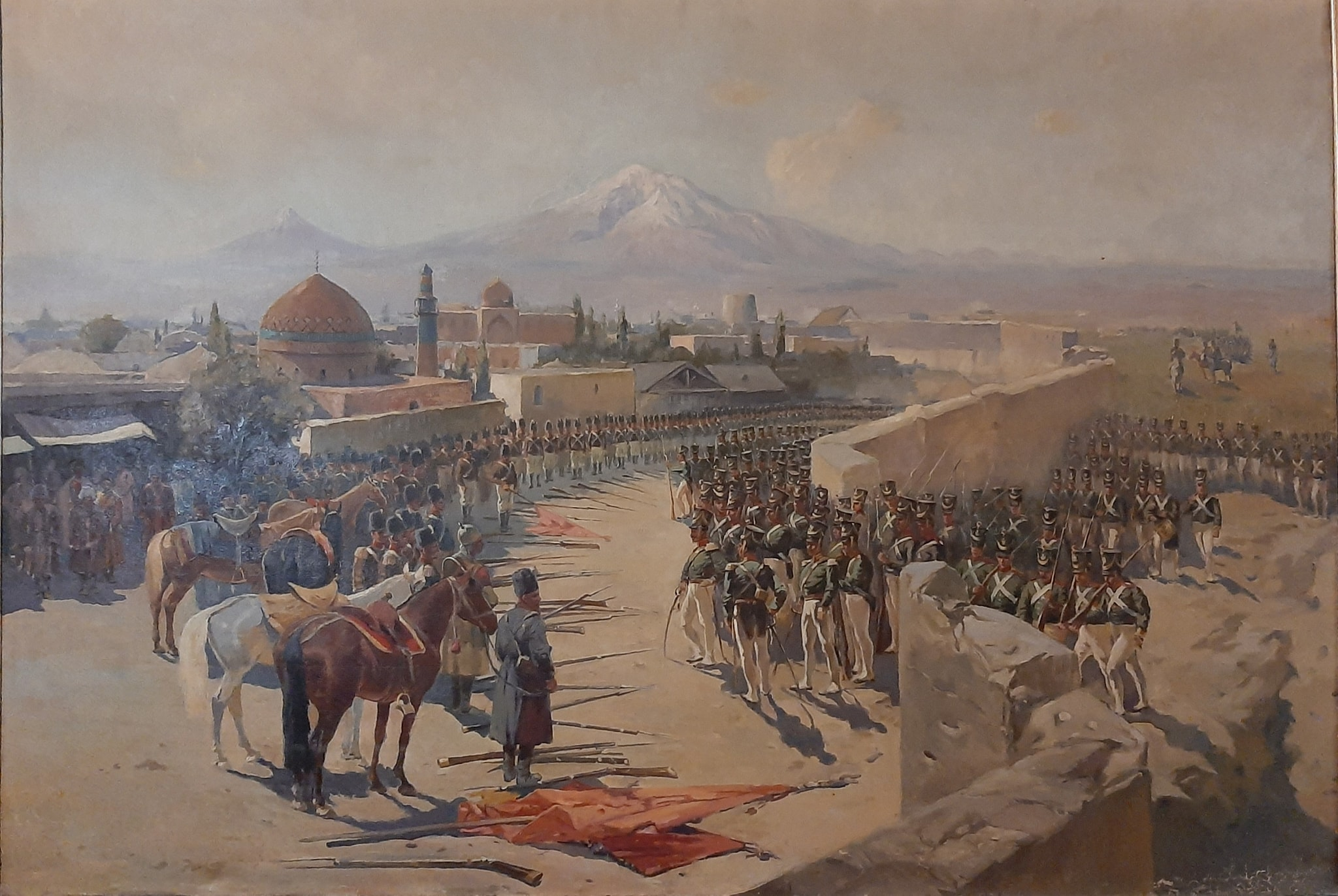
Toma de la fortaleza de Ereván por tropas rusas en 1827. Cuadro de Franz Roubaud (1893).

Armenia se convirtió en parte integrante del Imperio otomano con el reinado de Selim II (1524-1574). Sin embargo, la anexión inicial comienza ya con Mehmed II (siglo XV), que ofreció el respaldo otomano para iniciar el Patriarcado Armenio de Constantinopla. Esta situación duró trescientos años, hasta la guerra ruso-turca de 1828-1829, cuando la parte oriental de este territorio fue cedida al Imperio ruso. La parte restante, también conocida como Armenia otomana o Armenia occidental, continuó hasta la finalización de la Primera Guerra Mundial y la partición del Imperio otomano. En los años 1860 surgió el Movimiento de Liberación Nacional de Armenia.

### I Guerra Mundial y genocidio armenio
Mientras el imperio comenzaba a derrumbarse, los Jóvenes Turcos derrocaron al gobierno del sultán AbdülHamid II. Los armenios que vivían en el imperio esperaban que la revolución de los Jóvenes Turcos cambiase su estado de segunda clase. Sin embargo, con el impacto de la Primera Guerra Mundial y el asalto del Imperio otomano sobre el Imperio ruso, el nuevo gobierno comenzó a mirar a los armenios con desconfianza y suspicacia. Esto era debido al hecho de que el ejército ruso mantuvo un contingente de tropas armenias, integrado por unidades irregulares armenias. Había resistencia armenia local en la región, desarrollada contra las actividades del Imperio otomano. El 24 de abril de 1915 las autoridades otomanas arrestaron a los intelectuales armenios.

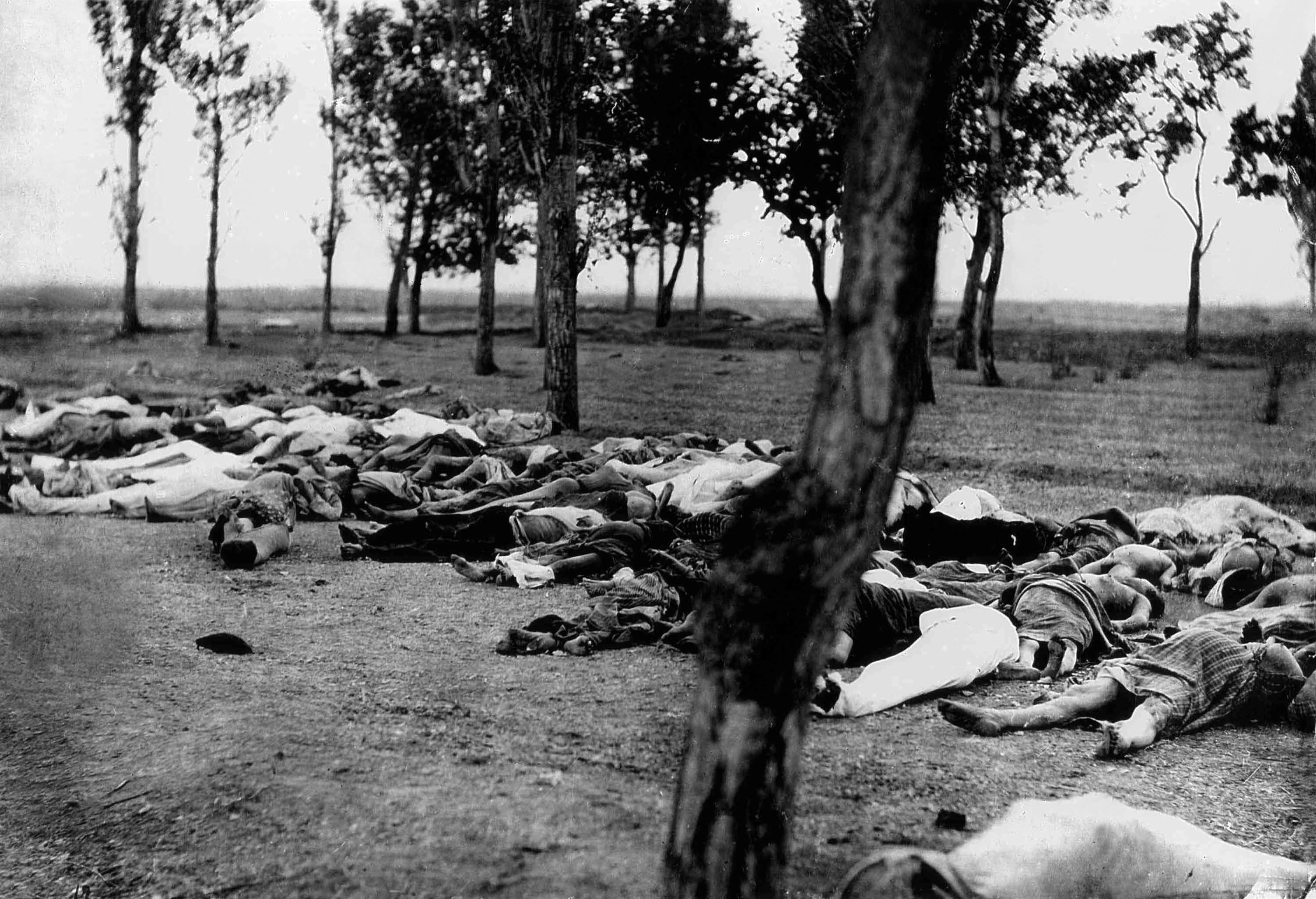
Víctimas del genocidio armenio en 1915.

Con la ley de Tehcir, una gran proporción de armenios que vivían en Anatolia fue asesinada, dando lugar all llamado genocidio armenio. La gran mayoría de estimaciones acerca del número de armenios asesinados comienzan a partir de los 650 000, llegándose a asegurar que hubo hasta dos millones de víctimas.[cita requerida] Los acontecimientos de 1915 a 1917 se consideran por los armenios y la inmensa mayoría de historiadores occidentales como genocidios totales patrocinadas por el estado.[cita requerida] Pese a las evidencias que demuestran las prácticas genocidas del gobierno turco de esa época, las autoridades turcas han mantenido desde entonces que el exterminio fue en realidad resultado de una combinación de guerra civil, hambruna y enfermedades. Armenia y su diáspora han estado haciendo campaña desde entonces para conseguir reconocimiento oficial del genocidio por parte de las autoridades turcas. El día del genocidio armenio se conmemora en Armenia el 24 de abril de cada año.
Aunque el ejército imperial ruso tuvo éxito en ocupar la mayor parte de Armenia durante la Primera Guerra Mundial, esas ocupaciones fueron perdidas, debido a la revolución rusa de 1917. En ese momento, Armenia, Georgia y la parte de Azerbaiyán controlada por los líderes de esa revolución, trataron de adherirse a una sola organización que los uniera, formando la república federativa democrática transcaucásica. Esta federación, sin embargo, duró solamente de febrero a mayo de 1918, que fue cuando las tres partes decidieron disolverla. Consecuentemente, Armenia del este terminó siendo una república independiente, con el nombre de República Democrática de Armenia (DRA), desde el 28 de mayo de ese año.

### Proyecto de Wilson para una Nueva Armenia

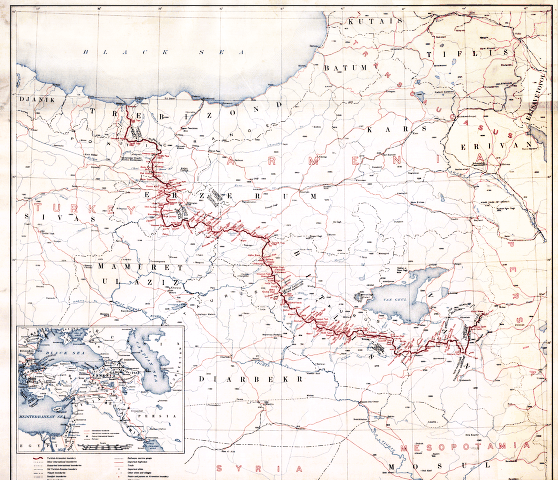
Armenia Wilsoniana como fue prometida durante la división del Imperio otomano en el Tratado de Sèvres.

Con la partición del Imperio otomano, después de ser derrotado en la Primera Guerra Mundial, se creó un proyecto de estado armenio poco después de su independencia en el Tratado de Sèvres firmado por Turquía y algunos de los aliados de la Primera Guerra Mundial, el 10 de agosto de 1920, que dejó la delimitación de la frontera en manos del presidente estadounidense Woodrow Wilson. El tratado final, sin embargo, no fue firmado por los Estados Unidos, y aunque aceptado por el Imperio otomano, fue rechazado por los turcos, dando lugar a una nueva guerra.
El proyecto de estado, incorporaba las provincias de Erzurum, Bitlis y Van, que eran partes de la región denominada Armenia otomana (conocida también como la Armenia occidental). Esta región se amplió hacia el norte, hasta la zona oeste de la provincia de Trebisonda para proporcionar a la República Democrática de Armenia una salida al mar Negro en el puerto de Trebisonda.
La guerra de Independencia turca, en la que los turcos vencieron a los armenios y a los griegos, obligó a los aliados a volver a la mesa de negociaciones antes de la ratificación del Tratado. Las partes firmaron y ratificaron el Tratado de Lausana en 1923, que estableció las actuales fronteras de Turquía. Las fronteras orientales las obtuvieron por medio del Tratado de Alexandropol el 2 de diciembre de 1920, y mediante el Tratado de Kars, firmado el 23 de octubre de 1921 y ratificado en Ereván el 11 de septiembre de 1922, con Armenia y la Unión Soviética, confirmando el Tratado de Lausana. El Tratado de Lausana y artículos relacionados no son reconocidos por el actual gobierno de la República de Armenia.

### República Democrática de Armenia

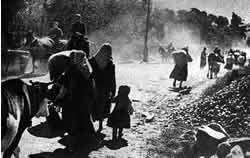
Civiles armenios huyendo de Kars tras su captura por las fuerzas del general turco Kâzım Karabekir (c. 1920-21).

La independencia de breve duración de la DRA acabó tras la guerra mundial. Conflictos territoriales, una afluencia enorme de refugiados de origen armenio, amenazados de muerte por el gobierno Turco, produjo hambre y enfermedades. Debido a ello, la Entente, aterrada por las acciones del gobierno otomano, intento ayudar al nuevo estado armenio a través de fondos económicos y otras formas de ayuda.
Al final de la guerra, el lado ganador decidió dividir el Imperio otomano. Firmado entre las potencias aliadas y el Imperio otomano en Sèvres el 10 de agosto de 1920, el Tratado de Sèvres prometió mantener la existencia de la DRA y unir los territorios del Imperio otomano parcialmente poblados por armenios otomanos.[cita requerida] Debido a que las nuevas fronteras de Armenia debían ser dibujadas por el presidente estadounidense Woodrow Wilson, la Armenia otomana también es conocida como “Armenia Wilsoniana”. Se consideró incluso la posibilidad de convertir Armenia en un protectorado bajo tutela de los Estados Unidos. El tratado, sin embargo, fue rechazado por el movimiento nacional turco y nunca entró en efecto. El movimiento comandado por Atatürk utilizó el tratado como la ocasión para declararse el gobierno legítimo de Turquía y sustituyó la monarquía con capital en Estambul por una república con la suya en Ankara.
En 1920, Armenia y Turquía entraron en guerra, un violento conflicto que terminó con el Tratado de Alexandropol (2 de diciembre de 1920). El tratado de Alexandropol obligó a Armenia a desarmar a la mayoría de sus fuerzas militares, ceder más del 50 % de su territorio antes de la guerra y renunciar a todos los territorios conferidos a su favor en el tratado de Sèvres. Al mismo tiempo, el Undécimo Ejército soviético bajo el mando de Grigori Ordzhonikidze, invadió Armenia en Karavansarái (actual Ijevan) del 29 de noviembre. Al 4 de diciembre las fuerzas de Ordzhonikidze entraron en Ereván y la efímera República de Armenia se derrumbó.

### Armenia soviética

Escudo de la RSS de Armenia.

Armenia fue anexionada por la Rusia bolchevique y junto con Georgia y Azerbaiyán, fue incorporada a la Unión Soviética como parte de la RSFS Transcaucásica (RSFST) el 4 de marzo de 1922. Con esta anexión, el Tratado de Alexándropol fue reemplazado por el Tratado turco-soviético de Kars. En el acuerdo, Turquía permitió que la Unión Soviética asumiera el control de Adjara con la ciudad portuaria de Batumi a cambio de la soberanía sobre las ciudades de Kars, Ardahan e Iğdır, todas ellas parte de la Armenia rusa.
La RSFST existió desde 1922 hasta 1936, cuando se dividió en tres entidades separadas (RSS de Armenia, RSS de Azerbaiyán y RSS de Georgia). Los armenios disfrutaron de un período de relativa estabilidad bajo el gobierno soviético. Recibieron medicinas, alimentos y otras provisiones de Moscú, y el gobierno comunista demostró ser un bálsamo calmante en contraste con los turbulentos años finales del Imperio otomano. La situación era difícil para la iglesia, que luchó bajo el gobierno soviético.
Armenia no fue el escenario de ninguna batalla en la Segunda Guerra Mundial. Se estima que 500 000 armenios (casi un tercio de la población) sirvieron en el ejército durante la guerra y 175 000 murieron.
Los temores disminuyeron cuando Stalin murió en 1953 y Nikita Jruschov emergió como el nuevo líder de la Unión Soviética. Pronto, la vida en la Armenia soviética comenzó a ver una rápida mejora. La iglesia, fue revivida cuando el catholicós Vazgén I asumió los deberes de su cargo en 1955. En 1967, se construyó un monumento a las víctimas del genocidio armenio en la colina Tsitsernakaberd sobre la garganta de Hrazdan en Ereván. Esto ocurrió después de las manifestaciones masivas en el quincuagésimo aniversario del trágico evento en 1965.
Durante la era de Mijaíl Gorbachov de la década de 1980, con las reformas de la Glásnost y la Perestroika, los armenios comenzaron a exigir una mejor atención ambiental para su país, oponiéndose a la contaminación que trajeron las fábricas construidas por los soviéticos. También se desarrollaron tensiones entre el Azerbaiyán soviético y su distrito autónomo del Alto Karabaj, una región de mayoría armenia. Alrededor de 484 000 armenios vivían en Azerbaiyán en 1970. Los armenios de Karabaj exigieron la unificación con la Armenia soviética. Las protestas pacíficas en Ereván que apoyan a los armenios de Karabaj se encontraron con pogromos anti-armenios en la ciudad azerbaiyana de Sumgait. Para agravar los problemas de Armenia, tuvo lugar un terremoto devastador en 1988 con una magnitud de 7,2 en la escala de Richter.
La incapacidad de Gorbachov para aliviar cualquiera de los problemas de Armenia creó desilusión entre los armenios y alimentó un hambre creciente de independencia. En mayo de 1990, se estableció el Nuevo Ejército Armenio, que actuó como una fuerza de defensa separada del Ejército Rojo soviético. Pronto se desataron enfrentamientos entre las tropas armenias y soviéticas de las Fuerzas de Seguridad Interna (MVD) con base en Ereván cuando los armenios decidieron conmemorar el establecimiento de la Primera República de Armenia en 1918. La violencia causó la muerte de cinco armenios muertos en un tiroteo con el MVD en la estación de tren. Los testigos afirmaron que el MVD usó fuerza excesiva y que habían instigado la lucha.
Se produjeron nuevos tiroteos entre milicianos armenios y tropas soviéticas en Sovetashén, cerca de la capital, que causaron la muerte de más de 26 personas, en su mayoría armenios. El pogromo de los armenios en Bakú en enero de 1990 obligó a casi todos los 200 000 armenios en la capital azerbaiyana de Bakú a huir a Armenia. El 23 de agosto de 1990, Armenia declaró su soberanía sobre su territorio. El 17 de marzo de 1991, Armenia, junto con las repúblicas bálticas, RSS de Georgia y RSS de Moldavia, boicotearon un referéndum nacional en el que el 78 % de todos los votantes votaron a favor de la conservación de la Unión Soviética en una forma reformada.

### Independencia

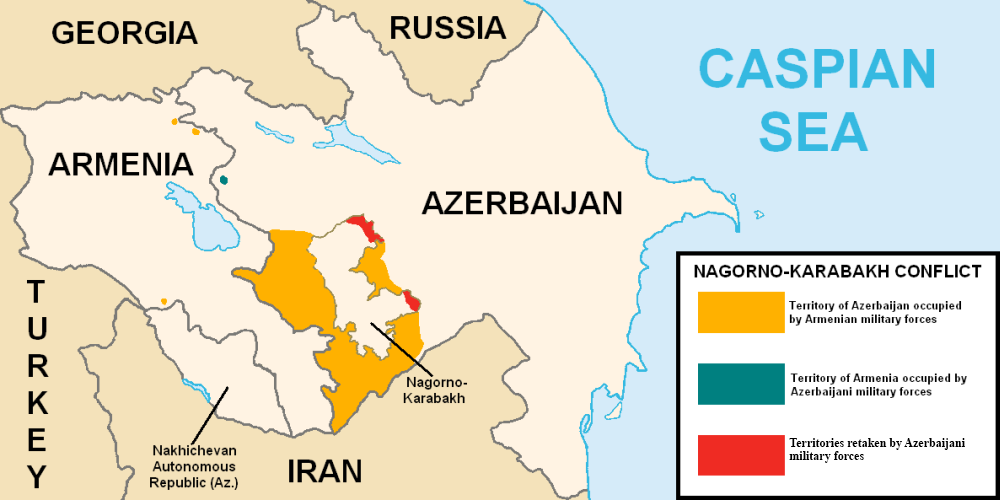
Territorios de Azerbaiyán ocupados por el ejército armenio desde 1994 hasta 2020.

Ter-Petrosyan dirigió a Armenia junto con el ministro de Defensa Vazgen Sargsyan a través de la guerra del Alto Karabaj con el vecino Azerbaiyán. Los primeros años postsoviéticos se vieron empañados por las dificultades económicas, que tuvieron sus raíces al principio del conflicto de Karabaj cuando el Frente Popular de Azerbaiyán logró presionar a la RSS de Azerbaiyán para instigar un ferrocarril y un bloqueo aéreo contra Armenia. Este movimiento efectivamente paralizó la economía de Armenia ya que el 85 % de su carga y mercancías llegaban a través del tráfico ferroviario. En 1993, Turquía se unió al bloqueo contra Armenia en apoyo de Azerbaiyán.
La guerra de Karabaj terminó después de que se puso en marcha un alto el fuego mediado por Rusia en 1994. La guerra fue un éxito para las fuerzas armenias de Karabaj que lograron capturar el 16% del territorio internacionalmente reconocido de Azerbaiyán, incluido el propio Alto Karabaj. Desde entonces, Armenia y Azerbaiyán han mantenido conversaciones de paz, mediadas por la Organización para la Seguridad y la Cooperación en Europa (OSCE). El estado de Karabaj aún no se ha determinado. Las economías de ambos países se han visto afectadas por la falta de una resolución completa y las fronteras de Armenia con Turquía y Azerbaiyán permanecen cerradas. Cuando Azerbaiyán y Armenia finalmente acordaron un alto el fuego en 1994, se estima que 30 000 personas murieron y más de un millón fueron desplazadas.
A medida que ha entrado en el siglo XXI, Armenia enfrenta muchas dificultades. Ha hecho un cambio total a una economía de mercado. Un estudio lo clasifica como la 41.ª nación más «libre económicamente» en el mundo a partir de 2014. Sus relaciones con Europa, Oriente Medio y la Comunidad de Estados Independientes han permitido a Armenia aumentar el comercio. El gas, el petróleo y otros suministros llegan a través de dos rutas vitales: Irán y Georgia. Armenia mantiene relaciones cordiales con ambos países.
En marzo de 2018, el parlamento armenio eligió a Armén Sarkissian como nuevo presidente de Armenia. Se implementó la controvertida reforma constitucional para reducir el poder presidencial, al tiempo que se fortaleció la autoridad del primer ministro. En mayo de 2018, el parlamento eligió al líder de la oposición Nikol Pashinián como nuevo primer ministro. Su predecesor, Serzh Sargsián, dimitió dos semanas antes tras manifestaciones generalizadas contra el gobierno, conocida como la Revolución del Terciopelo.

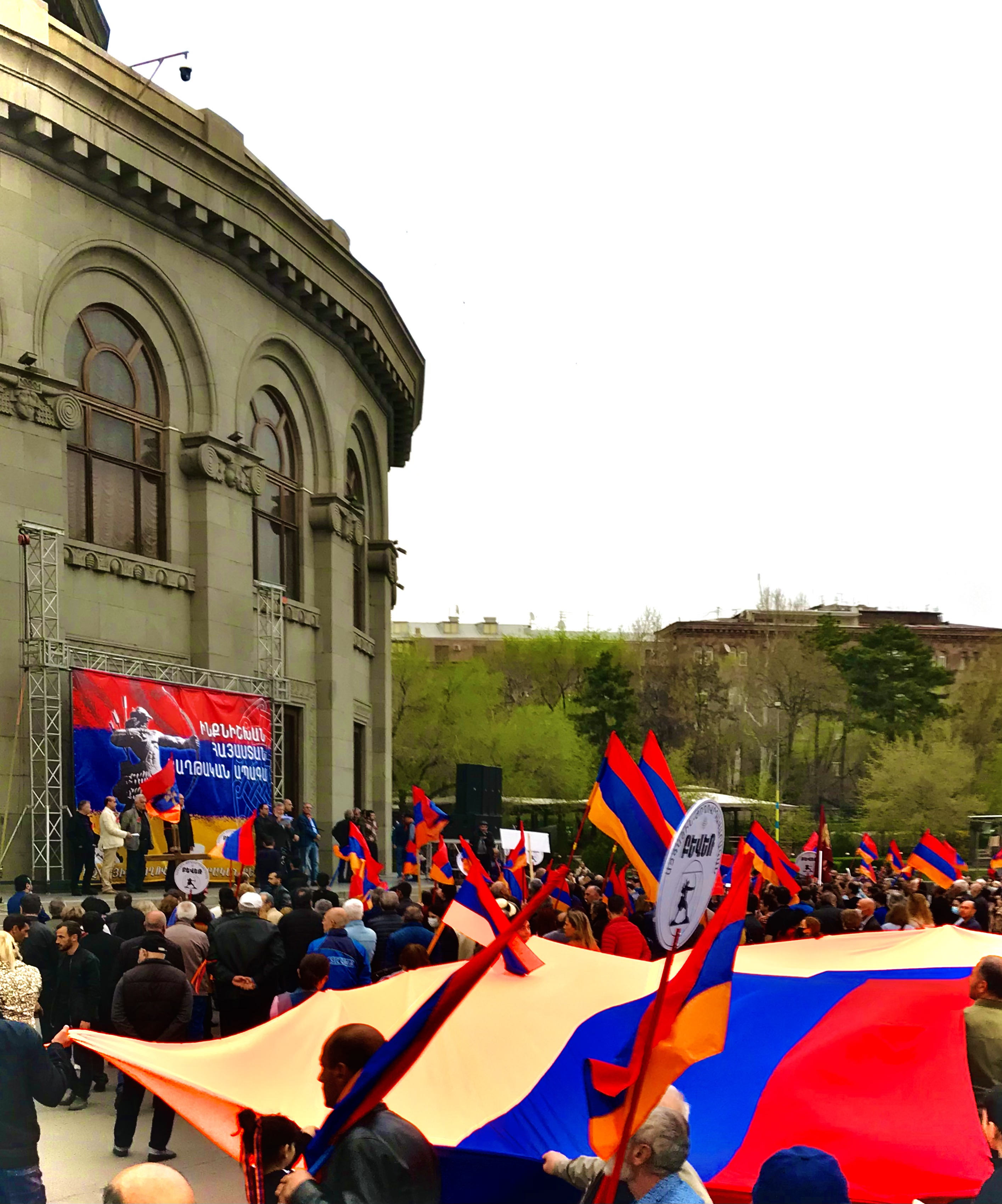
Protesta en Ereván en 2021 contra el acuerdo que puso fin a la Guerra entre Azerbaiyán y la étnicamente armenia Artsaj.

En 2020, Azerbaiyán lanzó una ofensiva militar contra los territorios controlados por los armenios en Nagorno Karabaj, iniciándose la segunda guerra del Alto Karabaj. Durante los 43 días de ofensiva, Azerbaiyán recuperó gran cantidad de territorios del Alto Karabaj y aledaños que estaban bajo dominio armenio de la República de Artsaj. El 9 de noviembre de 2020 se alcanzó un Acuerdo de alto el fuego en el Alto Karabaj firmado por los presidentes de Azerbaiyán, Armenia y Rusia, que sirvió como intermediario, por el cual Armenia se veía obligada a devolver los Raiones de Kalbajar, Agdam y de Lachín a Azerbaiyán, en menos de un mes, que unidos a los territorios del sur conquistados por Azerbaiyán, suponía la pérdida de aproximadamente el 75% del territorio controlado por Artsaj.  Esta derrota armenia provocaron una serie de Protestas en Armenia exigiendo la dimisión del presidente Nikol Pashinyan y un intento de golpe de Estado en Armenia.
A pesar del alto al fuego, desde 2021 Azerbaiyán realizó una serie de incursiones en la llamada crisis fronteriza armenia, donde el ejército azerí ocupó partes de las provincias de Syunik y Gegharkunik adyacentes a la frontera con Azerbaiyán, conquistando aproximadamente 41 kilómetros cuadrados de territorio armenio.
Los enfrentamientos entre Azerbaiyán y la República de Artsaj en septiembre de 2023, condujeron a una nueva victoria azerí, que obligó a firmar un nuevo acuerdo de paz en el que los armenios se comprometieron a abandonar las armas y a la disolución de la República de Artsaj el 1 de enero de 2024, lo que obligó a un exilio completo de los armenios desde Nagorno Karabaj, ante el temor de una limpieza étnica, provocando la mayor crisis de refugiados acogida por Armenia en años.

## Gobierno y política

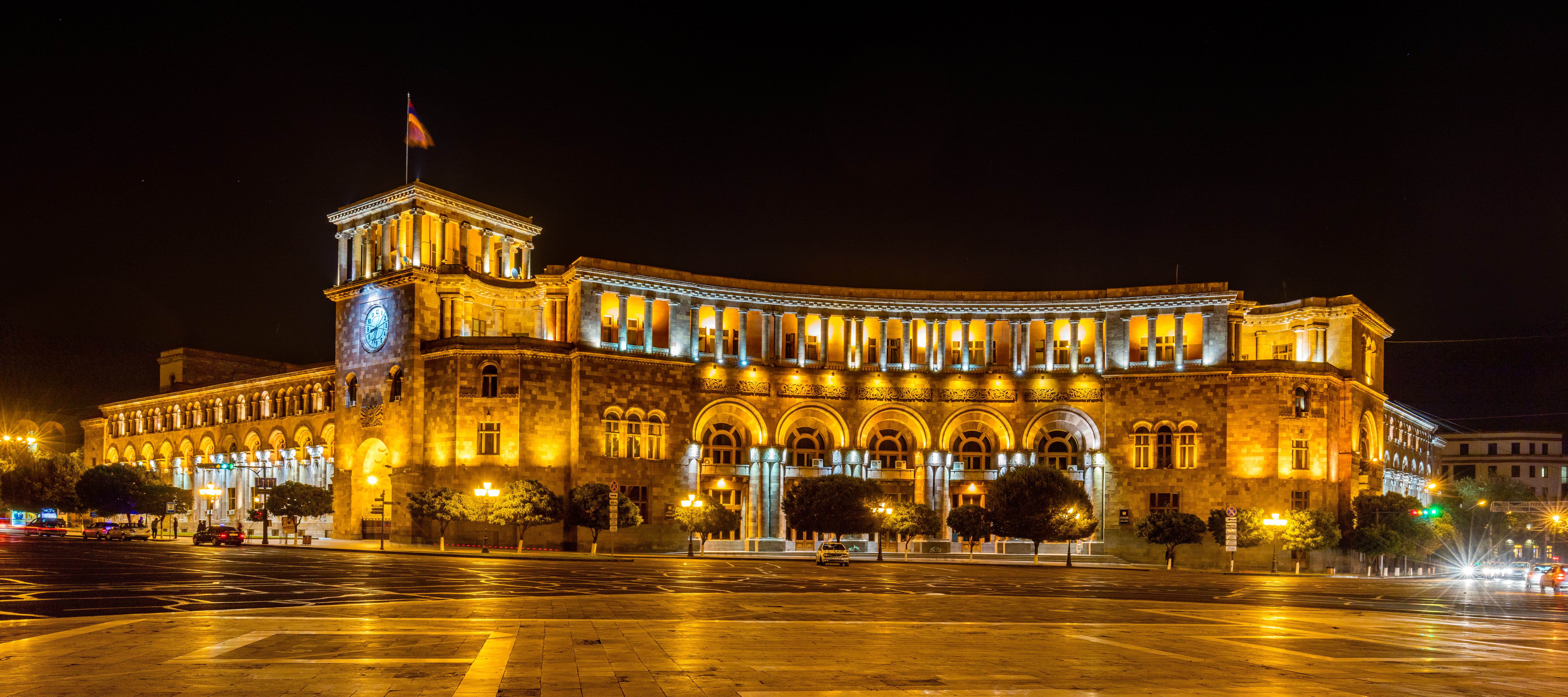
Sede del gobierno de Armenia

### Gobierno
En 1990 se celebraron las primeras elecciones legislativas democráticas y en 1991 se eligió al primer presidente de la República. Armenia es miembro de la Comunidad de Estados Independientes (CEI). El presidente de la República de Armenia es el jefe de Estado, elegido por sufragio universal directo. El presidente nombra al primer ministro, quien a su vez elige a los ministros de gobierno. Entre 2008 y 2018, Serzh Sargsián, del Partido Republicano, fue el presidente de Armenia, hasta que se vio forzado a renunciar a su cargo en 2018, luego de una serie de manifestaciones que convergieron en la Revolución de Terciopelo.
El máximo órgano legislativo es la Asamblea Nacional de Armenia (Azgayin Zhoghov), con 190 miembros. El parlamento unicameral es actualmente controlado por el conservador Partido Republicano. Los principales partidos de la oposición son Armenia Próspera, la Federación Revolucionaria Armenia, Patrimonio y el Congreso Nacional Armenio. El poder judicial está conformado por el Tribunal Constitucional, la Corte Suprema, el procurador general y por las cortes menores. La Constitución actual está vigente desde el 5 de julio de 1995 y fue reformada el 27 de noviembre de 2005. Armenia tiene un sistema legal de sufragio universal a partir de los 18 años de edad.

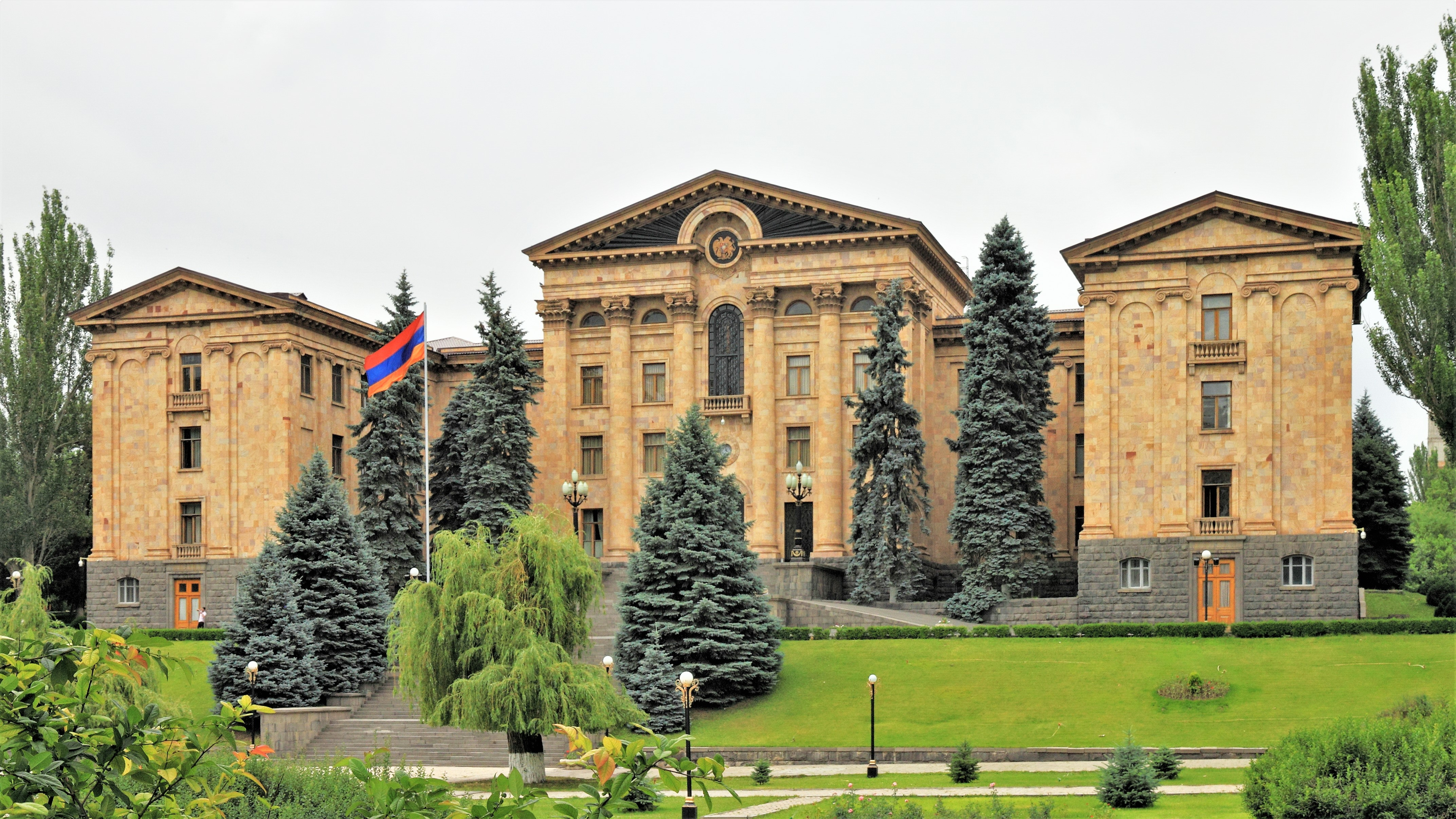
Edificio de la Asamblea Nacional de Armenia

La política de Armenia se ejecuta en el marco de una república democrática. Según la Constitución de Armenia, el presidente es el jefe de Gobierno de un sistema multipartidario. El objetivo principal del gobierno armenio es construir un estilo de democracia parlamentaria occidental como la base de su forma de gobierno. Sin embargo, los observadores internacionales del Consejo de Europa y el Departamento de Estado de los Estados Unidos han puesto en duda la imparcialidad de las elecciones parlamentarias y presidenciales y el referéndum constitucional desde 1995, alegando deficiencias en las votaciones, la falta de cooperación por parte de la Comisión Electoral Central y el deficiente mantenimiento de las listas electorales y los lugares de votación.

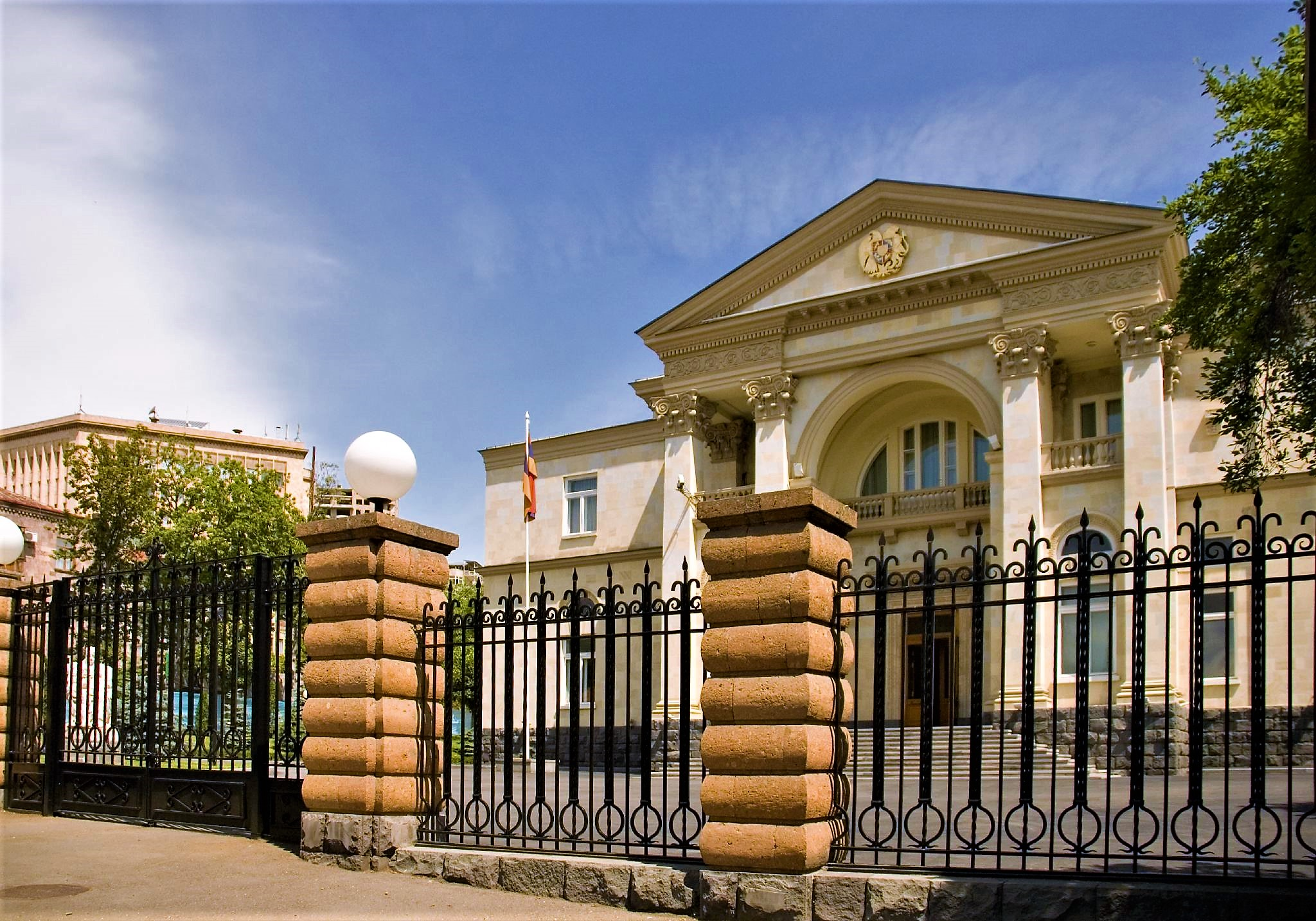
Residencia del primer ministro de Armenia

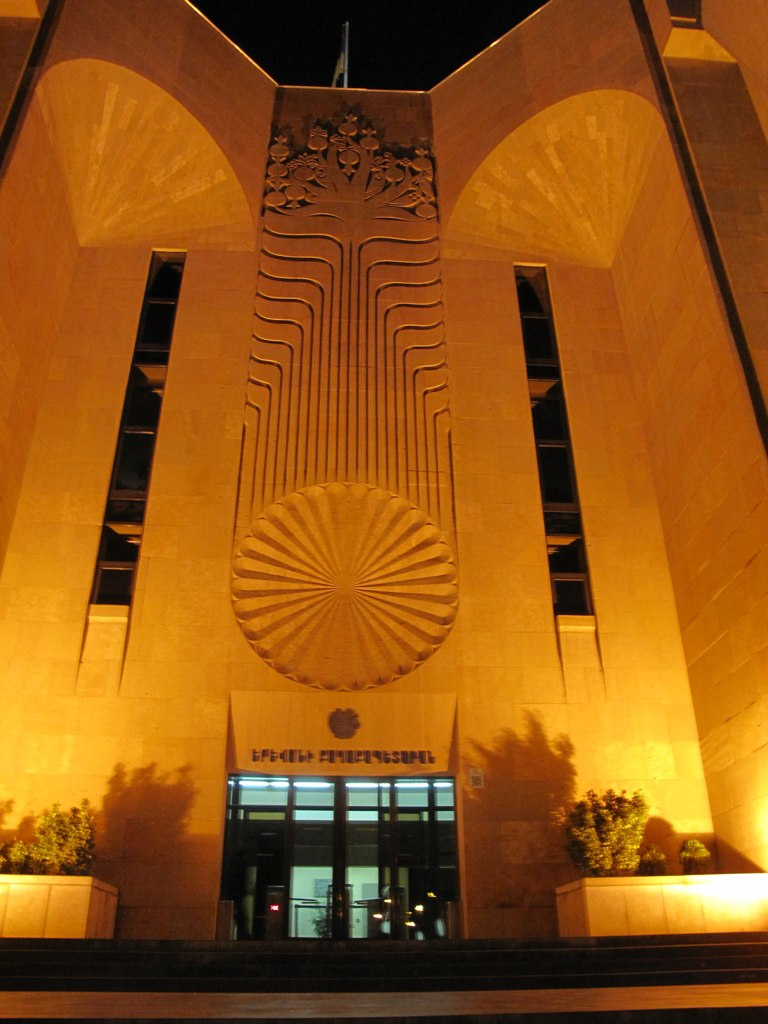
Sede del gobierno municipal de Ereván, Armenia

Freedom House Armenia, en su informe de 2008, adjudicó a Armenia la categoría de "régimen autoritario semiconsolidado" (junto a Moldavia, Kósovo, Kirguistán y Rusia) y le dio el puesto número 20 en un ranking de 29 naciones en transición, con una "puntuación de democracia" de 5,21 sobre 7 (7 representa el progreso democrático más bajo). Desde 1999, la "puntuación de democracia" de Freedom House para Armenia ha declinado firmemente (desde 4,79 a 5,21). Más aún, Freedom House ranqueó a Armenia como "parcialmente libre" en su informe de 2007, aunque no la categorizó como una "democracia electoral", indicando una ausencia de elecciones relativamente libres y competitivas. De todos modos, parecen haber ocurrido progresos significativos y la elección presidencial de 2008 fue interpretada como ampliamente democrática por parte de la OSCE y los monitores occidentales.
| Miembros del Gobierno de la República de Armenia (desde mayo de 2018) |                     |
| Presidente                                                            | Vahagn Jachaturián  |
| primer ministro                                                       | Nikol Pashinián     |
| Primer Vice primer ministro                                           | Ararat Mirzoyan     |
| Vice primer ministro                                                  | Tigran Avinyan      |
| Vice primer ministro                                                  | Mher Grigoryan      |
| Min. de Agricultura                                                   | Artur Jachatryán    |
| Min. de Cultura, Juventud y Deportes                                  | Lilit Makúnts       |
| Min. de Defensa                                                       | Davit Tonoyán       |
| Min. de Educación y Ciencia                                           | Arayik Harutyunyán  |
| Min. de Energía y Recursos Naturales                                  | Artur Grigoryán     |
| Min. de Medio Ambiente                                                | Erik Grigoryán      |
| Min. de Economía                                                      | Tigrán Davtián      |
| Min. de Asuntos Exteriores                                            | Zohrab Mnatsakanián |
| Min. de Salud                                                         | Arsen Torosyan      |
| Min. de Administración Territorial                                    | Suren Papikyán      |
| Min. de Trabajo y Asuntos Sociales                                    | Mane Tandilyán      |
| Min. de Justicia                                                      | Artak Zeynalyán     |
| Min. de la Diáspora                                                   | Mkhitar Hayrapetyan |
| Min. de Finanzas                                                      | Atom Janjughazyan   |
| Min. de Situaciones Extraordinarias                                   | Hrachya Rostomyan   |
| Min. de Transporte y Comunicación                                     | Ashot Hakobyan      |
| Min. de Urbanismo                                                     | Samvel Tadevosian   |
| Min. de Deportes y Asuntos Juveniles                                  | Levon Vahradyan     |
| Representación Permanente ante la ONU, Nueva York                     | Karen Nazarian      |

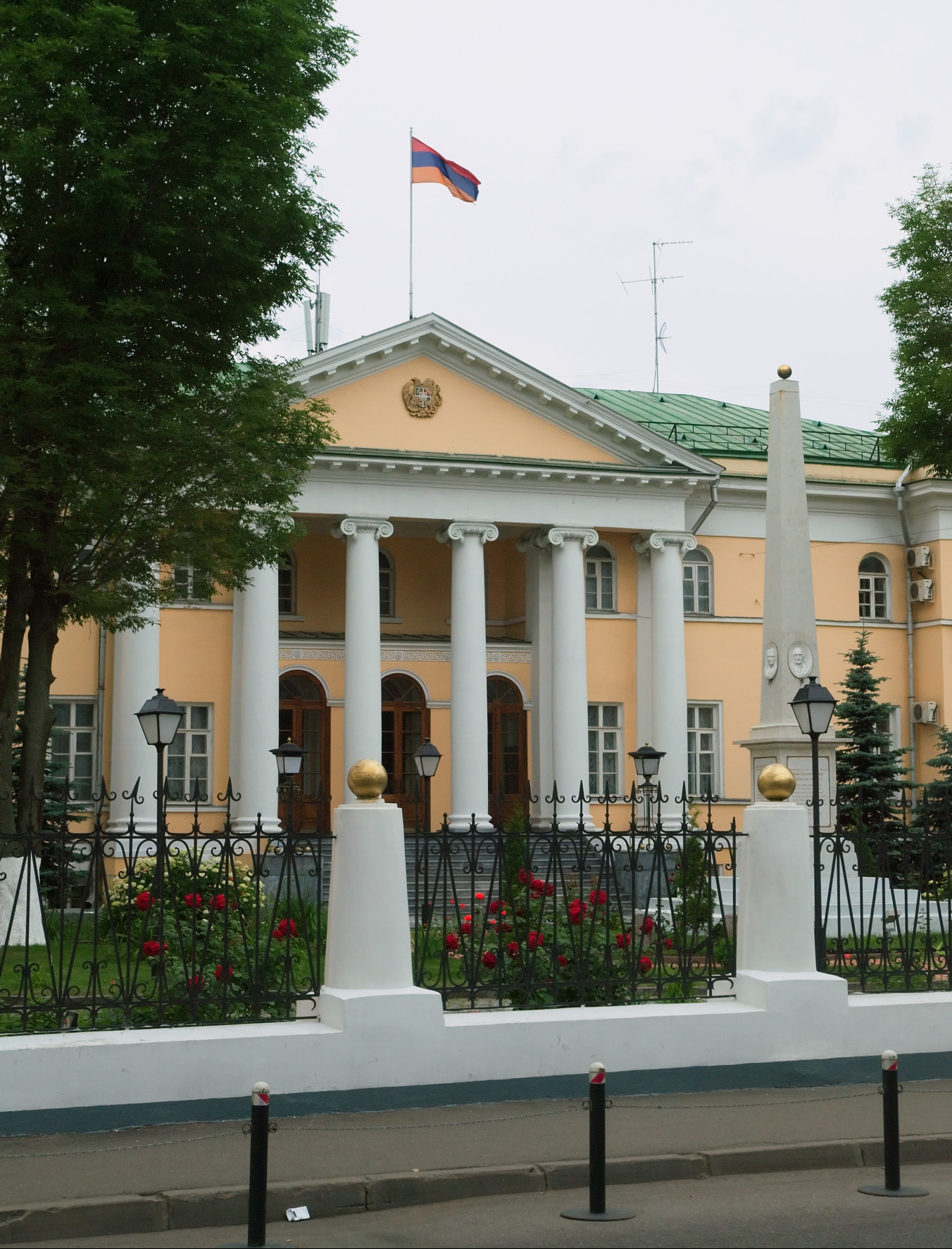
Embajada de Armenia en Moscú.

La división administrativa del país implica 10 regiones y 21 ciudades; cada distrito tiene cuerpo legislativo y ejecutivo propio.

### Política internacional
Armenia actualmente mantiene buenas relaciones con casi todos los países del mundo, con dos importantes excepciones que son sus vecinos inmediatos, Turquía y Azerbaiyán. Las tensiones fueron creciendo con fuerza entre armenios y azerbaiyanos durante los últimos años de la Unión Soviética. La guerra del Alto Karabaj dominó la política de la región durante todo el decenio de 1990. La frontera entre los dos países rivales permanece cerrada hasta el día de hoy, sin que se haya llegado a una solución permanente para el conflicto, pese a la mediación proporcionada por organizaciones tales como la OSCE.
Turquía también tiene un largo historial de malas relaciones con Armenia sobre todo por su negativa a reconocer el genocidio armenio de 1915. El conflicto de Karabaj se convirtió en una excusa para Turquía y así poder cerrar su frontera con Armenia en 1993. No ha levantado el bloqueo a pesar de las presiones internas turcas interesados en los mercados de Armenia y los pedidos de Armenia de abrir las fronteras.
Debido a su posición hostil entre sus dos vecinos, Armenia mantiene estrechos vínculos de seguridad con Rusia. A petición del gobierno de Armenia, Rusia mantiene una base militar en el noroeste de la ciudad armenia de Gyumri como elemento de disuasión contra Turquía. A pesar de ello, Armenia también se ha acercado a las estructuras euroatlánticas en los últimos años. Mantiene buenas relaciones con los Estados Unidos, especialmente debido a la diáspora armenia en ese país, pues (según el censo de 2000) hay 385 488 armenios viviendo en el país.
Armenia es miembro del Consejo de Europa, mantiene relaciones amistosas con la Unión Europea, especialmente con Francia y Grecia, ya que una encuesta en 2005 informó que el 64 % de la población de Armenia se manifestó a favor de la adhesión a la Unión Europea y varios funcionarios armenios también han expresado el deseo de que su país, a la larga, llegue a convertirse en estado miembro, ya que algunos predicen que se hará una oferta oficial de ingreso en unos pocos años. También se ha examinado qué parte de la sociedad está a favor de unirse a la OTAN. Sin embargo, el presidente Serzh Sargsyán quería mantener a Armenia vinculada a la Federación Rusa y a la CEI.

### Defensa

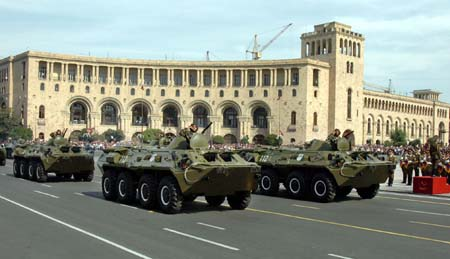
Blindados BTR-80 de transporte de tropas durante el desfile el 15.º aniversario de la independencia de Armenia.

El Ejército Armenio, la fuerza aérea, la Defensa Aérea, y la Guardia fronteriza abarcan las cuatro ramas de las fuerzas armadas de la República de Armenia. Esta estructura de los militares armenios viene dispuesta desde el derrumbamiento de la Unión Soviética en 1991 y con el establecimiento del Ministerio de Defensa en 1992. El comandante en jefe es el gobernante electo de la república. El Ministerio de Defensa está a cargo de la dirección política, dirigida actualmente por Serzh Sargsyan, mientras que sigue habiendo un comando militar en las manos del Estado Mayor, dirigido por el jefe de personal, que actualmente es el coronel general Yuri Grigor Jachaturov.
Las fuerzas armadas activas se componen de cerca de 60 000 soldados, con una reserva adicional de 32 000, y una «reserva de la reserva» de 350 000 tropas. Los guardias fronterizos están a cargo de patrullar las fronteras del país con Georgia y Azerbaiyán, mientras que las tropas rusas supervisan las fronteras con Irán y Turquía. En el caso de un ataque eventual, Armenia está preparada para movilizar a cada hombre y mujer en estado de salud razonable de entre 24 y 55 años, todos ellos con estado de preparación militar.
El Tratado de las Fuerzas Armadas Convencionales en Europa, que establece límites comprensivos en las categorías dominantes del equipo militar, fue ratificado por el parlamento armenio en julio de 1992. En 1993, Armenia firmó la multilateral Convención de armas químicas, que llama para la eliminación eventual de las mismas. Armenia entró a formar parte del Tratado de no proliferación nuclear (NPT) en julio de 1993 y es miembro de la Organización del Tratado de la Seguridad Colectiva (CSTO) junto con Bielorrusia, Kazajistán, Kirguistán, Rusia, Tayikistán y Uzbekistán. También es miembro de la Asociación para la Paz. Es parte de una organización de la OTAN llamada Consejo Social Euro-Atlántico (EAPC) y ha participado a la misión pacificadora dentro de Kosovo. La compañía 46 formó parte de la Coalición internacional que invadió Irak en 2003.

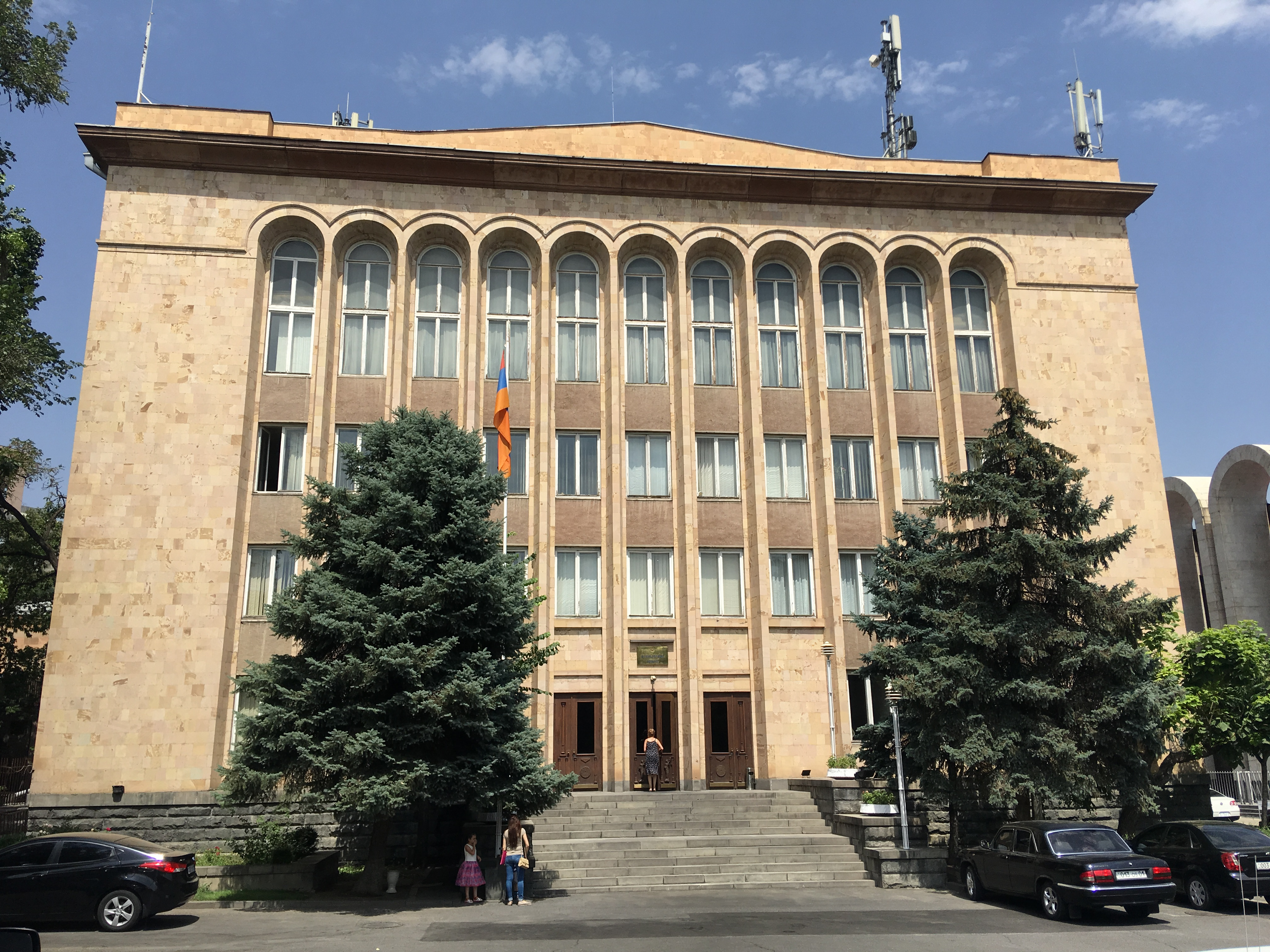
Sede de la Corte Constitucional de Armenia

### Derechos humanos
En materia de derechos humanos, respecto a la pertenencia a los siete organismos de la Carta Internacional de Derechos Humanos, que incluyen al Comité de Derechos Humanos (HRC), Armenia ha firmado o ratificado:
| Armenia | Tratados internacionales | Tratados internacionales | Tratados internacionales | Tratados internacionales | Tratados internacionales  | Tratados internacionales | Tratados internacionales | Tratados internacionales | Tratados internacionales  | Tratados internacionales | Tratados internacionales | Tratados internacionales | Tratados internacionales  | Tratados internacionales  | Tratados internacionales | Tratados internacionales  | Tratados internacionales    | Tratados internacionales    |
| --- | --- | ------------------------ | --- | ------------------------ | ------------------------- | --- | ------------------------ | --- | ------------------------- | ------------------------ | ------------------------ | --- | ------------------------- | ------------------------- | ------------------------ | ------------------------- | --------------------------- | --------------------------- |
| Armenia | CESCR | CESCR                    | CCPR | CCPR                     | CCPR                      | CERD | CED                      | CEDAW | CEDAW                     | CAT                      | CAT                      | CRC | CRC                       | CRC                       | CRC                      | MWC                       | CRPD                        | CRPD                        |
| Armenia | CESCR | CESCR-OP                 | CCPR | CCPR-OP1                 | CCPR-OP2-DP               | CERD | CED                      | CEDAW | CEDAW-OP                  | CAT                      | CAT-OP                   | CRC | CRC-OP-AC                 | CRC-OP-SC                 | CRC-OP-CP                | MWC                       | CRPD                        | CRPD-OP                     |
| Pertenencia | Armenia ha reconocido la competencia de recibir y procesar comunicaciones individuales por parte de los órganos competentes. | Sin información.         | Armenia ha reconocido la competencia de recibir y procesar comunicaciones individuales por parte de los órganos competentes. | Firmado y ratificado.    | Ni firmado ni ratificado. | Armenia ha reconocido la competencia de recibir y procesar comunicaciones individuales por parte de los órganos competentes. | Sin información.         | Armenia ha reconocido la competencia de recibir y procesar comunicaciones individuales por parte de los órganos competentes. | Ni firmado ni ratificado. | Firmado y ratificado.    | Sin información.         | Armenia ha reconocido la competencia de recibir y procesar comunicaciones individuales por parte de los órganos competentes. | Ni firmado ni ratificado. | Ni firmado ni ratificado. | Sin información.         | Ni firmado ni ratificado. | Firmado pero no ratificado. | Firmado pero no ratificado. |
| Firmado y ratificado, firmado, pero no ratificado, ni firmado ni ratificado, sin información, ha accedido a firmar y ratificar el órgano en cuestión, pero también reconoce la competencia de recibir y procesar comunicaciones individuales por parte de los órganos competentes. | |                          | |                          |                           | |                          | |                           |                          |                          | |                           |                           |                          |                           |                             |                             |

## Organización territorial
Armenia está dividida en 11 provincias. Estas se llaman marzer (մարզէր) o en la forma singular marz (մարզ) en armenio.
| Marz                      | Capital                  | Área     | Población |
| ------------------------- | ------------------------ | -------- | --------- |
| Aragatsotn (Արագածոտն)    | Ashtarak (Աշտարակ)       | 2753 km² | 126 278   |
| Ararat (Արարատ)           | Artashat (Արտաշատ)       | 2096 km² | 252 665   |
| Armavir (Արմավիր)         | Armavir (Արմավիր)        | 1242 km² | 255 861   |
| Gegharkunik (Գեղարքունիք) | Gavar (Գավառ)            | 5348 km² | 215 371   |
| Kotayk (Կոտայք)           | Hrazdan (Հրազդան)        | 2089 km² | 241 337   |
| Lorri (Լոռի)              | Vanadzor (Վանաձոր)       | 3789 km² | 253 351   |
| Shirak (Շիրակ)            | Gyumri (Գյումրի)         | 2681 km² | 257 242   |
| Syunik (Սյունիք)          | Kapan (Կապան)            | 4506 km² | 134 061   |
| Tavush (Տավուշ)           | Ijevan (Իջևան)           | 2704 km² | 121 963   |
| Vayots Dzor (Վայոց Ձոր)   | Yeghegnadzor (Եղեգնաձոր) | 2308 km² | 53 230    |
| Ereván (Երևան)            | –                        | 0227 km² | 1 091 235 |

## Geografía

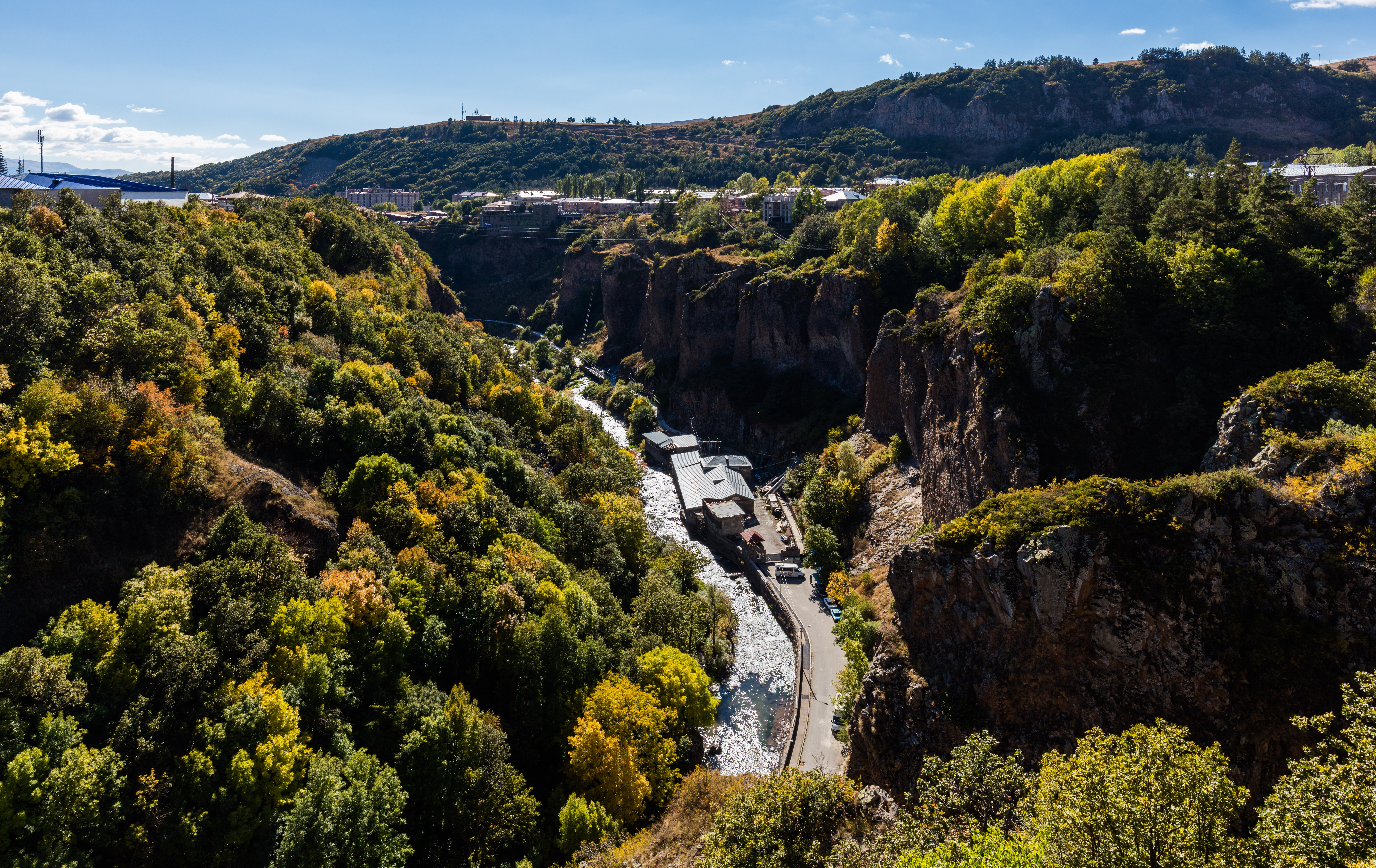
Río Arpa, Jermuk, Armenia

Armenia está situada en la Transcaucasia, la zona al suroeste de Rusia, entre el mar Negro y el mar Caspio. La Armenia moderna ocupa parte de la Armenia histórica, cuyo centro estaba en el valle del río Araks y la región alrededor del lago Van en Turquía. Armenia limita al norte con Georgia, al este con Azerbaiyán, al suroeste con la República autónoma de Najicheván, al sur con Irán y al oeste con Turquía. La geografía de la actual Armenia es la de un país sin salida al mar situado en Asia menor.
El terreno armenio es principalmente montañoso, con ríos rápidos y pocos bosques. El clima es continental: veranos calurosos e inviernos fríos. Ningún punto del país está por debajo de los 400 metros por encima del nivel del mar. El monte Ararat, un símbolo armenio, es la montaña más alta de la región y se encuentra en territorio de Turquía, por lo que la máxima altitud de Armenia es el Aragats.
La contaminación producida por productos químicos tóxicos, como el DDT, no contribuyen al enriquecimiento del suelo armenio, que ya de por sí es de mala calidad. Un bloqueo de las comunicaciones, llevado a cabo por Turquía debido al conflicto con Azerbaiyán, ha resultado en un proceso de deforestación.
Armenia está intentando resolver sus problemas ecológicos. Se ha creado un Ministerio de Protección de la Naturaleza, a la vez que se castigó con impuestos la contaminación del aire y del agua, así como la generación de residuos tóxicos sólidos, cuyas recaudaciones se usan para llevar a cabo proyectos de protección y recuperación ambiental. El gobierno armenio planea cerrar la única planta de energía nuclear, Metzamor, que data de la época soviética, tan pronto como se consigan explotar fuentes de energía alternativas.

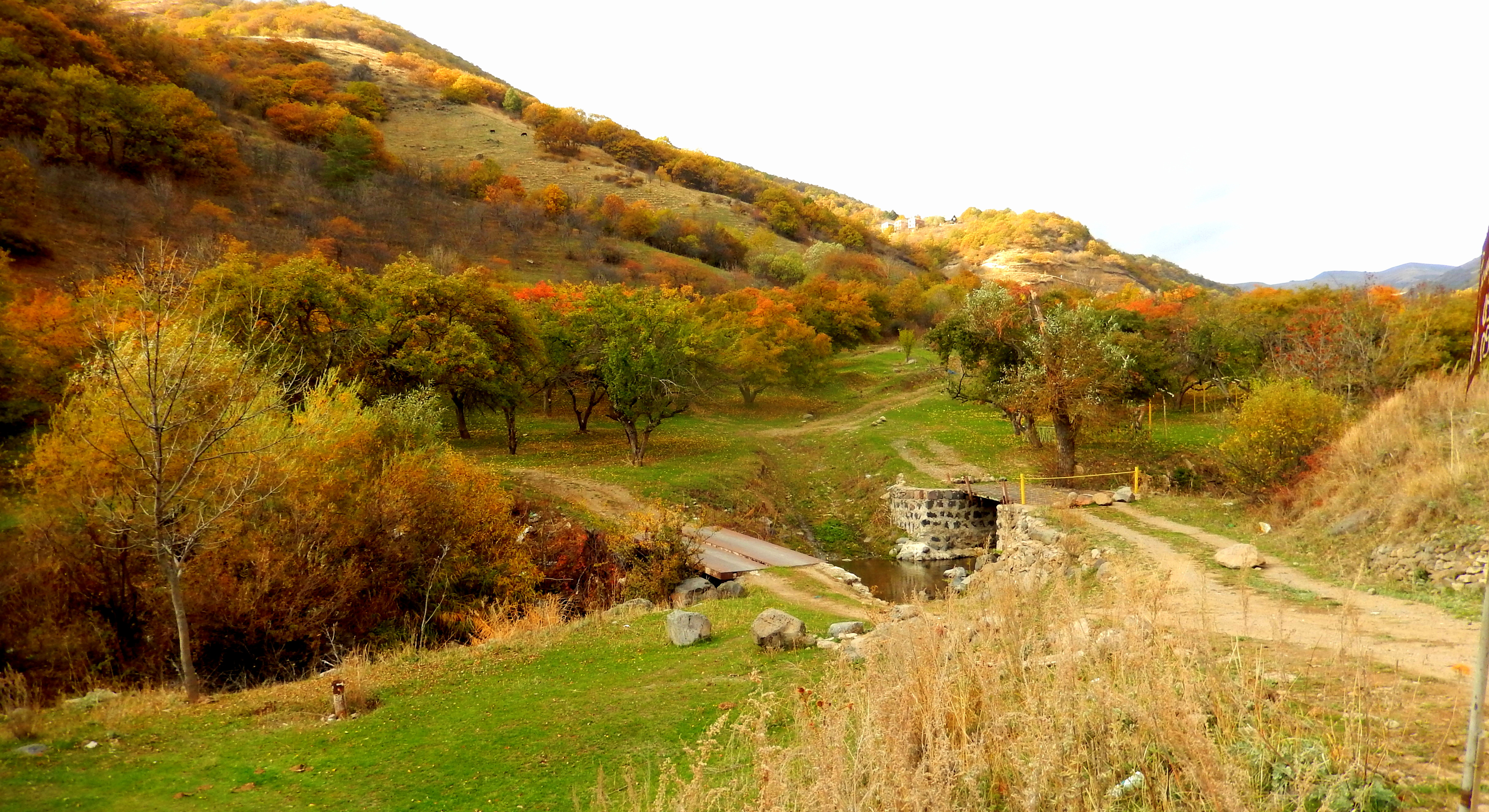
Paisaje de otoño en Armenia

### Datos geográficos
- Área: 29 743 km².[1]
- Altura media: 1800 m s.n.m.
- Altura máxima: 4095 m s.n.m.
- Costas: no tiene.
- Ubicación geográfica: entre las mesetas de Irán y de Asia Menor, el mar Negro y las llanuras de Transcaucasia y Mesopotamia.
- Fronteras políticas: al norte con Georgia, al este con Azerbaiyán, al sur con Irán y Azerbaiyán, al oeste con Turquía.
- Clima: seco y continental. En las llanuras, los inviernos son largos y severos y los veranos, cortos y calurosos. En las montañas, el clima es más fresco y las condiciones son mucho más extremas en invierno.
- Vegetación: estepa.

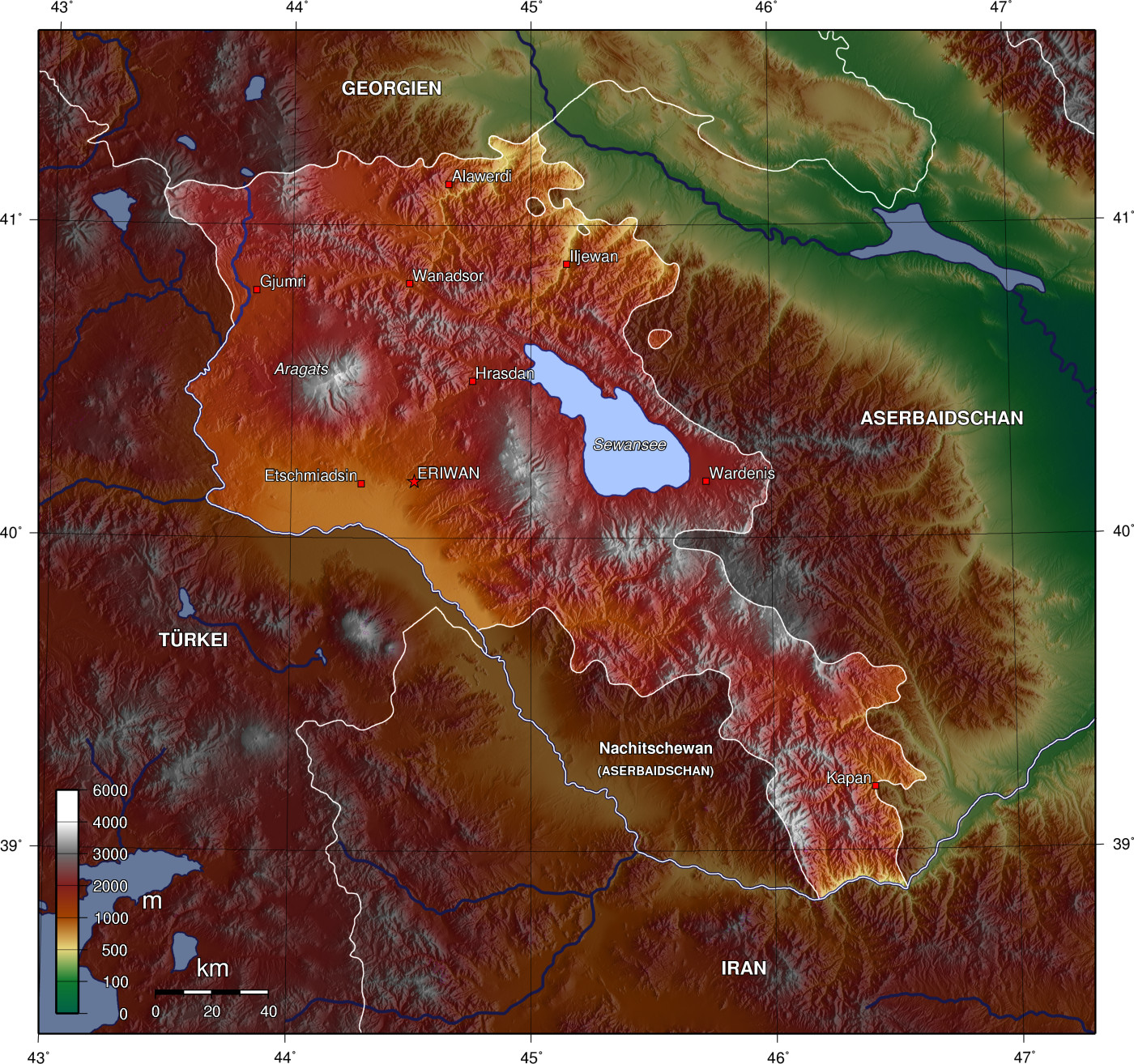
La topografía de Armenia es montañosa y volcánica.

- La topografía de Armenia es montañosa y volcánica.Subsuelo: rico en minerales como oro, plata, cobre, hierro y sal.

### Topografía
Hace veinticinco millones de años, una agitación geológica empujó la corteza terrestre para formar la meseta armenia, creando así la compleja topografía de Armenia. La cadena montañosa del Cáucaso meridional se extiende desde el norte del país, siguiendo hacia el sureste entre el lago Seván y Azerbaiyán, pasando luego por la frontera armenio-azerí hasta Irán. Así situada, las montañas hacen que el viaje norte-sur y sur-norte sea muy dificultoso. El proceso geológico continúa hoy día, y sus más grandes manifestaciones son en algunos casos terremotos y sismos de escala menor. En diciembre de 1988, la segunda ciudad más grande del país, Gyumri, anteriormente conocida como Leninakán, sufrió serios daños a causa de un terremoto que mató a más de 25 000 personas.
Su territorio ocupa una superficie de 29 743 km², que a título comparativo es casi exactamente la misma extensión territorial de Bélgica. Aproximadamente la mitad se encuentra a más de 2000 m sobre el nivel del mar y solo un 3 % del mismo está por debajo de los 650 m. Las zonas de menor elevación se encuentran en los valles de los ríos Aráks y Debet, al norte del país, con altitudes entre los 380 y 430 m sobre el nivel del mar respectivamente. La altitud en el Cáucaso meridional varía entre 2640 y 3280 m; al suroeste de esta cordillera, se encuentra la meseta armenia, la cual está salpicada de pequeñas sierras y volcanes, algunos de ellos inactivos. El mayor de estos, el monte Aragáts, de 4095 m de altitud sobre el nivel del mar, es también el punto más alto del país. La mayor parte de la población vive en la zona oeste y noroeste del país, donde se encuentran las dos mayores aglomeraciones urbanas: la capital Ereván y Gyumri.

### Clima
Las temperaturas en Armenia dependen, generalmente, de la elevación. Las formaciones montañosas bloquean las influencias moderadoras del clima que el mar Mediterráneo y el mar Negro generan, lo que crea una gran diferencia climática entre las estaciones del año. En la meseta armenia, la temperatura media en invierno es de cero grados centígrados, mientras que la media en verano excede los 25 °C. Las precipitaciones medias van desde 250 milímetros al año en el valle del río Araks hasta 800 mm en los puntos más altos del país. A pesar de la dureza del invierno en la mayoría del país, la fertilidad del suelo volcánico de la meseta hizo de Armenia uno de los primeros sitios del mundo con agricultura.

### Flora y fauna

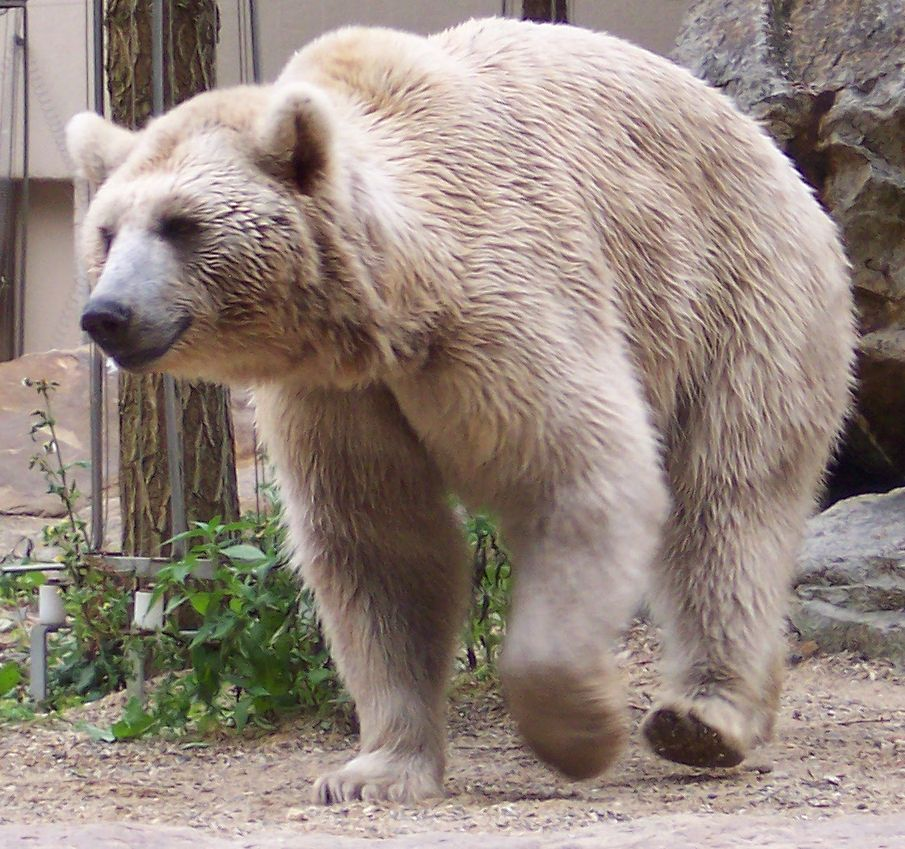
Oso pardo sirio

El territorio de la República de Armenia es rico en múltiples especies endémicas. En el valle del Aráks se encuentran plantas halófitas. Desde una altura de 1400 m sobre el nivel del mar son comunes las artemisias. En el área montañosa crecen muchos arbustos espinosos y otras plantas. En las montañas altas se presentan plantas xerófilas. Alrededor de los años 1900 los árboles y arbustos cubrían aproximadamente el 25 % de la superficie, en 1964 aproximadamente el 15 % y en 2005 solamente entre un 8 y un 10 %.

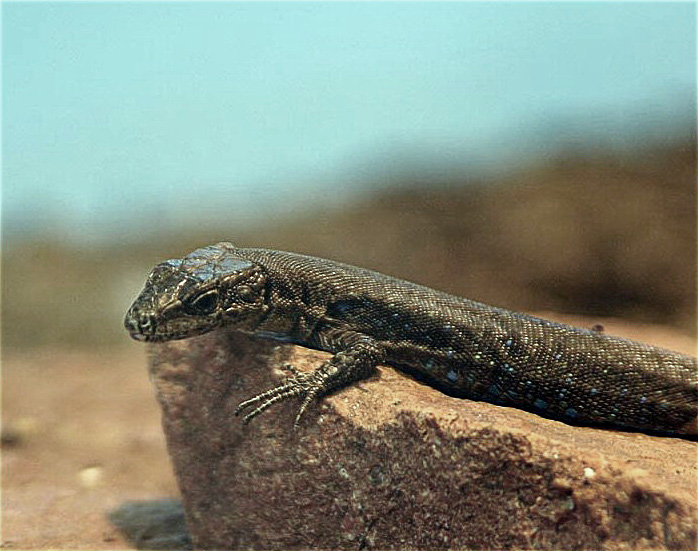
Lagarto armenio de roca

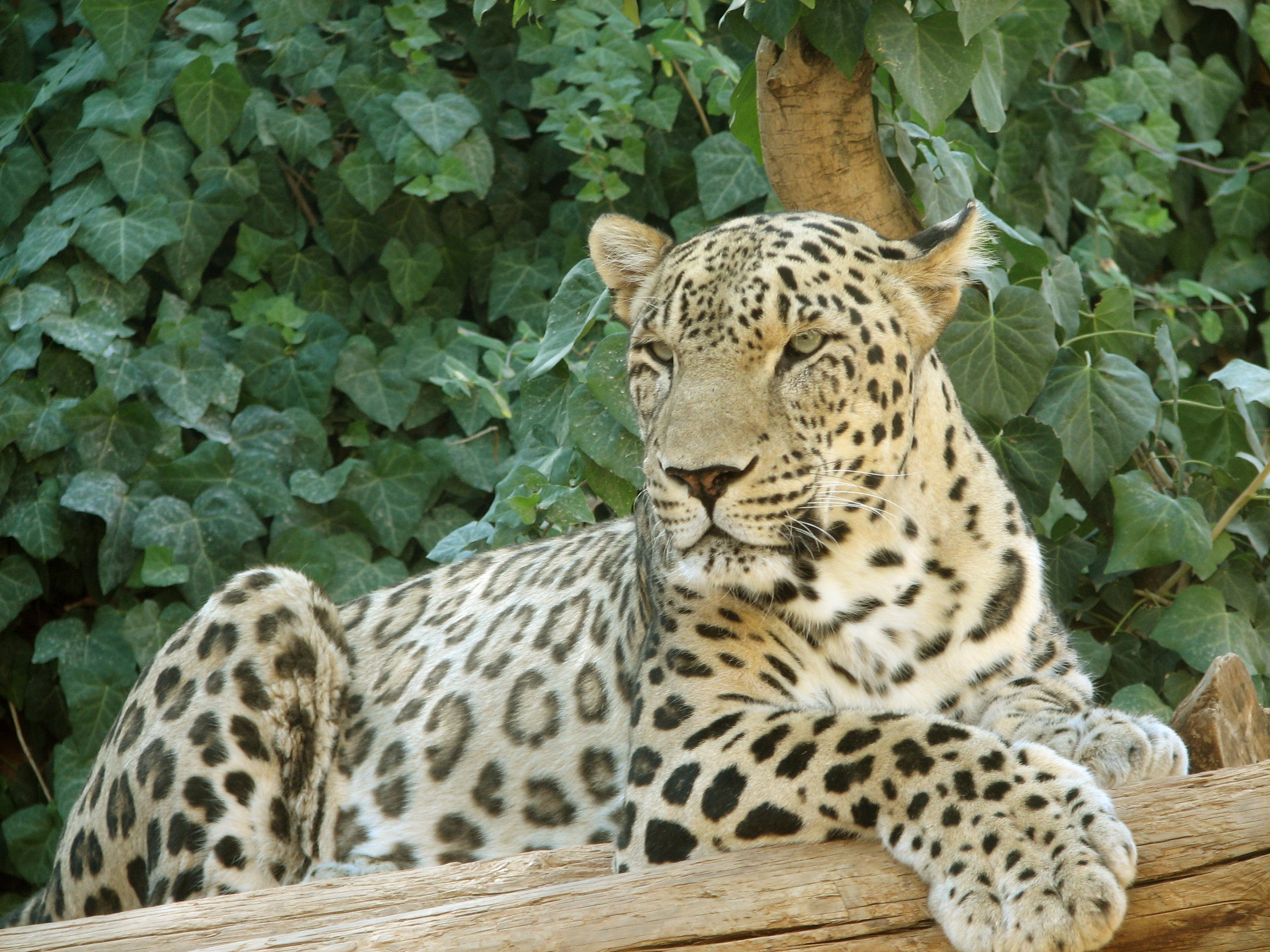
Leopardo del Cáucaso

En Sangesur, en el sur del país, el límite del bosque llega cerca de 2400 m sobre el nivel del mar. El mundo de la planta se asemeja al de las montañas. Hay muchos reptiles, entre ellos el lagarto armenio de roca y algunos venenosos como, por ejemplo, las víboras. También arácnidos, tales como los escorpiones. En los valles húmedos viven cerdos salvajes, chacales, ciervos, visones y águilas; en las estepas sobre todo roedores de las montañas; y en los bosques osos pardos sirios, gatos salvajes y lobos. En el área protegida Chosrow todavía se pueden encontrar linces y algunos leopardos del Cáucaso.
El nombre latino del damasco o albaricoque se deriva de Armenia. El albaricoque tiene gran fama y es todo un símbolo nacional armenio, representado por el color de la banda inferior en la bandera de Armenia.

### Riesgos naturales
Armenia está situada en el corazón de una zona sísmicamente activa. La región está sometida a la fuerte y constante presión de la Península arábiga, una placa tectónica que en su día se desprendió del continente africano y sigue «empujando» hacia el noreste, chocando con la placa euroasiática. El último gran terremoto causó entre 25.000 y 30.000 muertos el 7 de diciembre de 1988, destruyendo sobre todo las ciudades de Spitak y Leninakan, ahora rebautizada Gyumri.
La subducción y la colisión a lo largo de millones de años han provocado un amplio vulcanismo en el espacio y el tiempo. Se han cartografiado más de 500 volcanes cuaternarios; la mayoría son volcanes monogénicos, pero varios son estratovolcanes, entre ellos el Aragats. Se han documentado varias erupciones prehistóricas e históricas, lo que pone de relieve el potencial de actividad volcánica futura en la región.

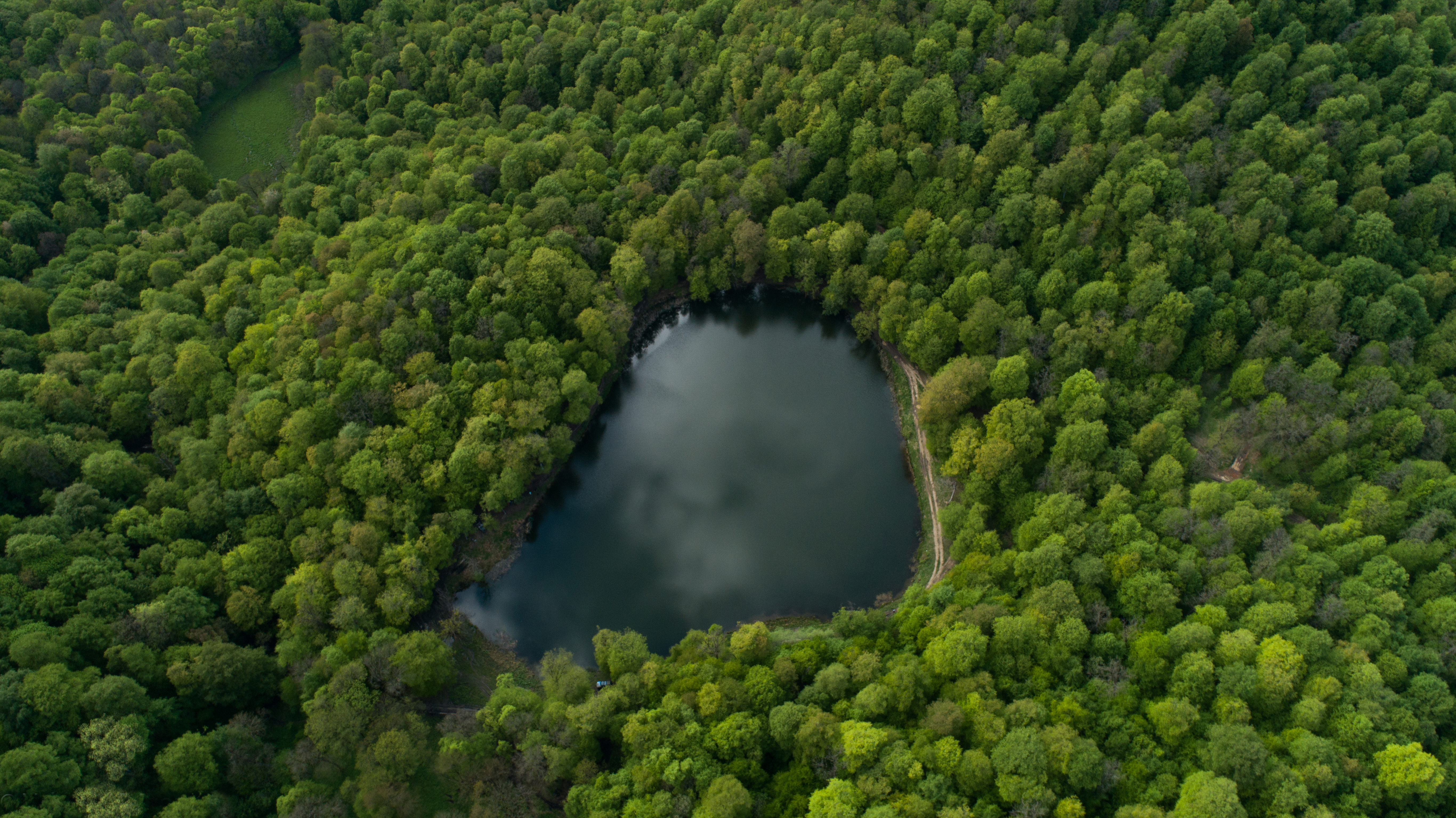
Lago Gosh, Armenia

La vegetación es escasa y sigue limitada por la deforestación.
Las necesidades de agua potable apenas se cubren, a pesar de la creación de embalses: los principales son el embalse de Spandarian, en el río Vorotan, y el embalse de Ajurian, en la frontera armenio-turca, en el río del mismo nombre, afluente del Arax. Las excesivas extracciones de agua del lago Sevan durante la era soviética provocaron un descenso de dieciocho metros de su nivel (en un proceso de desecación gradual similar al del mar de Aral). La voluntad de restablecer parcialmente el nivel del lago se ha convertido en un símbolo de la renovada independencia de Armenia, aunque esta política haya suscitado controversias y dificultades (inundación de infraestructuras turísticas construidas en la época soviética en función del nivel del lago en aquel momento, así como de tramos de la carretera que bordea el lago, y dificultades para encontrar otras fuentes de abastecimiento de agua). El nivel ya se ha elevado tres metros, y está previsto un cuarto.

## Economía
Hasta su independencia, la economía de Armenia se basó en la producción industrial de productos químicos, electrónica, maquinaria, alimento procesado, caucho sintético y textiles, era además altamente dependiente en recursos externos. La agricultura contribuía solo con el 20 % del producto interno bruto y el 10% del empleo antes de la desintegración de la Unión Soviética en 1991. La república había desarrollado un sector industrial moderno, máquinas de herramientas que proveían, textiles, y otros productos manufacturados a las repúblicas cercanas a cambio de las materias primas y de energía.
Las minas armenias producen cobre, zinc, oro, y plomo. La mayor parte de la energía se genera con combustible importado de Rusia, incluyendo gas y combustible nuclear (para la única planta de energía atómica); la principal fuente de energía doméstica es hidroeléctrica.
| Exportaciones a | Exportaciones a | Importaciones de | Importaciones de |
| País            | Porcentaje      | País             | Porcentaje       |
| --------------- | --------------- | ---------------- | ---------------- |
| Bélgica         | 23 %            | Rusia            | 15 %             |
| Rusia           | 15 %            | Estados Unidos   | 12 %             |
| Estados Unidos  | 13 %            | Bélgica          | 10 %             |
| Irán            | 10 %            | Irán             | 9 %              |
| Otros           | 39 %            | Otros            | 54 %             |

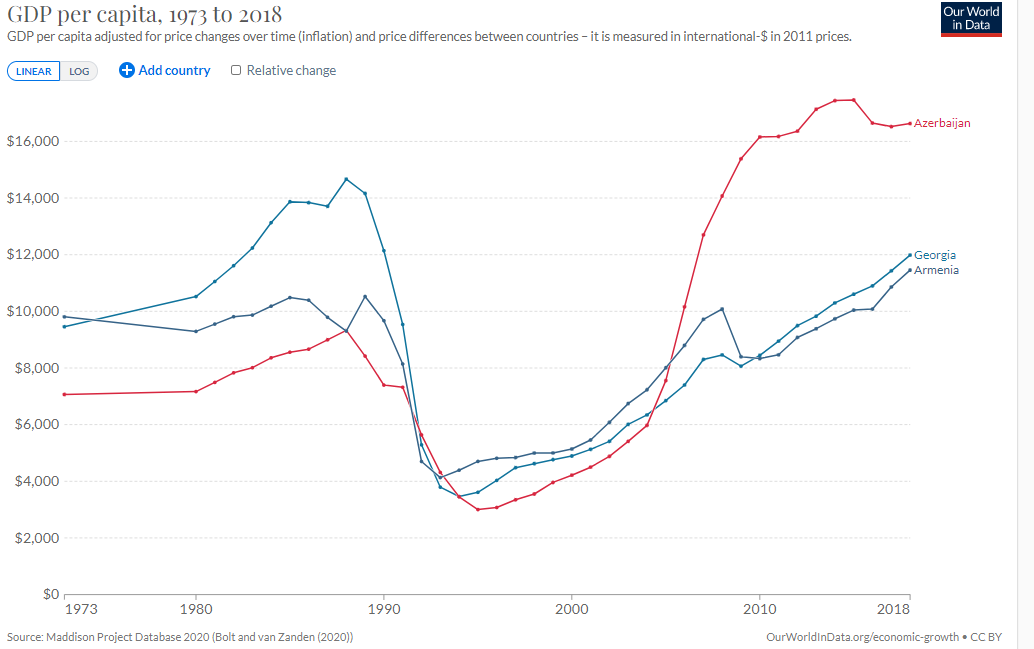
Evolución del PIB per cápita en Azerbaiyán, Armenia y Georgia.

Un auge en curso de la construcción, especialmente en la ciudad de Ereván, ha mantenido el desarrollo económico de Armenia en dígitos dobles. Como otros estados recientemente independientes de la anterior Unión Soviética, la economía de Armenia sufre de la herencia de una economía planificada centralmente y de la interrupción soviética. La inversión y la ayuda soviética en la industria armenia ha desaparecido virtualmente, de modo que pocas industrias soviéticas importantes todavía funcionan allí. Además, los efectos del terremoto del año 1988 en Spitak, en el que murieron más de 25 000 personas y otras 500 000 quedaron sin hogar, todavía se están sintiendo. El conflicto con Azerbaiyán por el enclave del Alto Karabaj no se ha resuelto. El cierre de las fronteras azerís y turcas ha devastado la economía, porque Armenia depende de fuentes exteriores de energía y la mayoría de las materias primas provienen del exterior. Las rutas de tierra a través de Georgia y de Irán son inadecuadas o no fiables. El PIB cayó en casi 60 % a partir de 1989 hasta 1992-1993. La divisa nacional, la copita, sufrió de hiperinflación durante sus primeros años después de su introducción en 1993.
Sin embargo, el gobierno ha podido hacer vastas reformas económicas que han resultado en una inflación más baja y en un crecimiento constante. El cese al fuego en 1994 en el conflicto del Alto Karabaj también ha ayudado a la economía. Armenia ha tenido un fuerte desarrollo económico desde 1995, y la inflación ha sido insignificante para los años recientes. Los nuevos sectores, tales como el de piedras preciosas que procesa y fabrica joyería, tecnologías de información y de comunicación, e incluso turismo están comenzando a suplir sectores más tradicionales en la economía, tal como la agricultura.

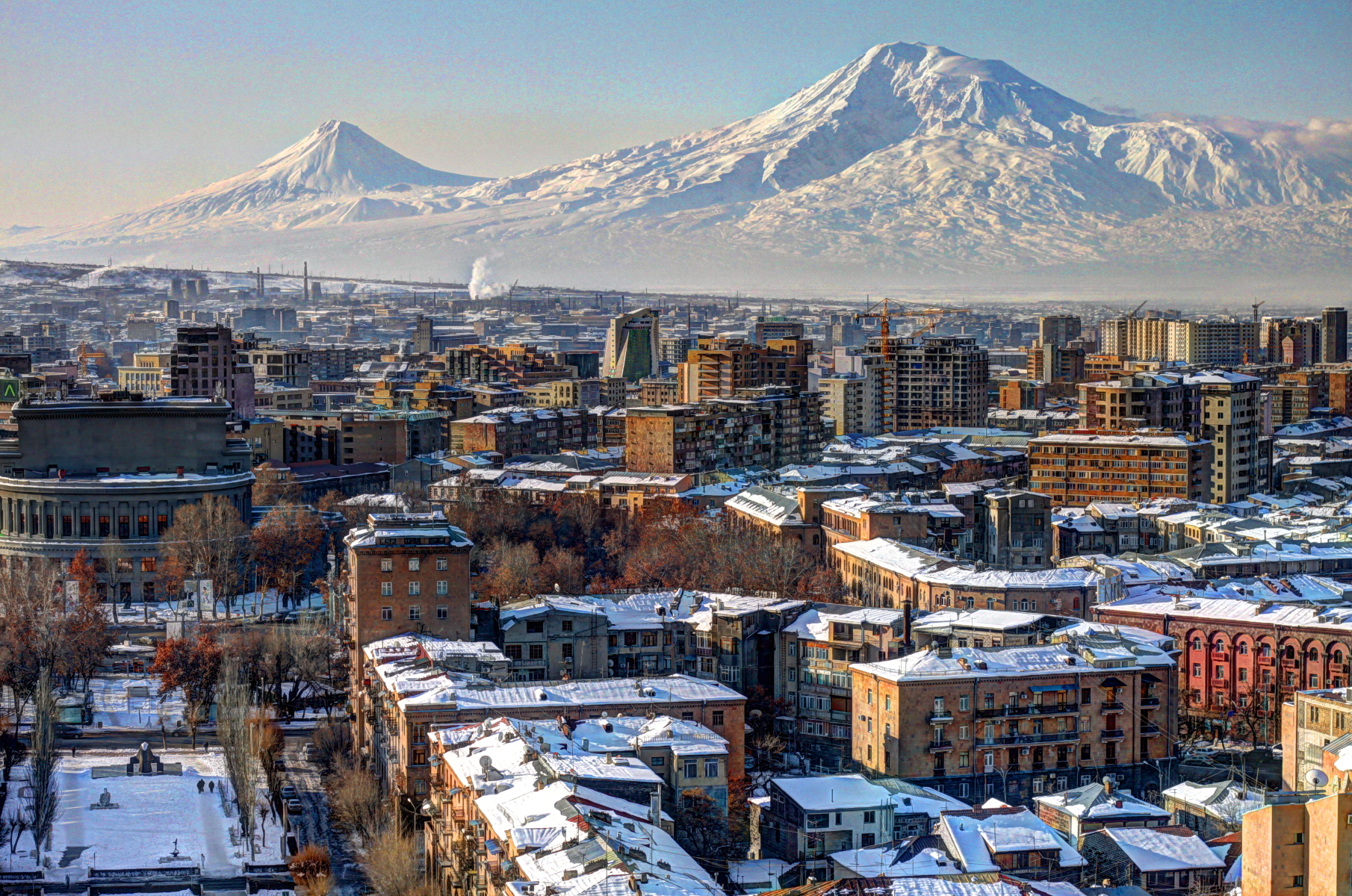
La ciudad de Ereván, con el monte Ararat de fondo en febrero de 2012. La capital es el principal centro económico del país.

Este progreso económico constante ha significado un aumento de la ayuda por parte de las instituciones internacionales. El Fondo Monetario Internacional (FMI), el Banco Mundial, el banco europeo para la reconstrucción y el desarrollo (EBRD) y otras instituciones financieras internacionales (IFI) y los países extranjeros están ampliando concesiones y préstamos considerables. Los Préstamos a Armenia en 1993 excedieron los 1,1 mil millones de dólares. Estos préstamos se dirigen hacia la reducción del déficit presupuestario, la modernización; la privatización de negocios; la energía; la agricultura, la transformación de alimentos, el transporte, y los sectores de la salud y de la educación; y la rehabilitación en curso en la zona del terremoto. El gobierno ingresó a la organización mundial del comercio el 5 de febrero de 2003. Pero una de las fuentes principales de inversiones directas extranjeras sigue siendo la diáspora armenia, que financia una parte importante de la reconstrucción de la infraestructura y de otros proyectos públicos. Siendo un estado democrático cada vez mayor, Armenia también espera conseguir una mayor ayuda financiera del mundo occidental.
En junio de 1994 se aprobó una ley liberal en favor de la inversión extranjera, y en 1997 se adoptó una ley sobre la privatización, así como un programa sobre la privatización del estado. El progreso continuado dependerá de la capacidad del gobierno de consolidar su gerencia macroeconómica, incluyendo el aumento en el tributo de impuestos, la mejora en el clima de inversión, y dando grandes pasos en la lucha contra la corrupción.
En la carta internacional 2005 del CPI de la transparencia (índice de la opinión de la corrupción), Armenia se calificó con un valor de 88 (en una escala de 1 a 158), continuando como uno de los estados menos corruptos entre las antiguas repúblicas soviéticas. Según el informe del desarrollo humano de la ONU en 2005, Armenia tiene un índice de desarrollo humano (IDH) de 83 (en una escala de 1 a 177) el más alto entre las repúblicas transcaucásicas. En el índice 2006 de libertad económica, Armenia se alineó 27.º, al lado de Japón y delante de países como Noruega, España, Portugal e Italia. Este resultado pone a Armenia en la categoría de los países «más liberales», convirtiéndose en el estado más libre económicamente de la Comunidad de Estados Independientes.
Según el Índice mundial de innovación, a cargo de la Organización Mundial de la Propiedad Intelectual, en 2024, Armenia se ubicó en lugar 63 en innovación entre 133 países del mundo; mientras que en 2023 ocupó el lugar 72 y el lugar 80 en 2022.

## Energía
Armenia no posee reservas de petróleo o gas natural y lo importa de Rusia por la frontera de Georgia. El gas alimenta las centrales térmicas de Ereván (242 MW) y Hrazdan (1.110 MW), que producen el 24 % de la energía del país. En 2007, se terminó la primera fase del gasoducto Irán-Armenia, entre Tabriz y la frontera armenia, y está en proyecto seguir hasta el centro del país para sustituir el gas de Gazprom por gas de Irán, pero los conflictos de la región limitan mucho el uso del gas iraní.
La central nuclear Metsamor (408 MW), la única del país, construida durante la época soviética y que funciona desde 1976, proporciona el 43 % de la energía del país. Hay planes de sustituirla por una nueva, debido a su antigüedad.
Armenia posee además 10 centrales hidroeléctricas que proporcionan el 33% de la electricidad, agrupadas en dos cuencas: la del Complejo Hidroeléctrico de Sevan–Hrazdan, también llamada Sevan–Hrazdan Cascade, a lo largo del río Hrazdan y sus tributarios, entre el lago Sevan y la ciudad de Ereván, consistente en siete centrales hidroeléctricas con una potencia combinada de 565 MW, alimentadas por canales y tubos con agua del lago, y la del río Vorotán, también llamada ContourGlobal Hydro Cascade, consistente en cinco embalses y tres plantas hidroeléctricas con una potencia combinada de 404 MW.
Se halla en proyecto la central geotérmica de Jermaghbyur en la provincia de Syunik', capaz de producir 150 MW.
En 2008 se inaugura la central eólica Lori 1, la única del país, en la provincia septentrional de Lorri, con una potencia combinada de 2,6 MW, construida en colaboración con Irán.

## Demografía
Armenia contaba en el año 2022 con una población de 2.977.130 habitantes y es la segunda mayor densidad de población de las ex Repúblicas soviéticas, con 100 habitantes por kilómetro cuadrado. Se ha producido un problema de disminución de la población debido al aumento en los niveles de emigración tras la desintegración de la URSS. El país logró su máximo histórico de población en el año 1991 con 3.617.631 de habitantes, comenzando desde ese momento un descenso de la población, que alcanzó un mínimo de 2.972.732 en el año 2017, para comenzar a crecer lentamente de nuevo. Las tasas de emigración y de disminución de población, sin embargo, han disminuido drásticamente en los últimos años. Con una moderada afluencia de los armenios que regresan a Armenia, se espera que esta tendencia continúe. Por otra parte, la llegada de población procedente de Nagorno Karabaj tras el conflicto del año 2020, unido a la inmigración de población rusa tras el inicio de la guerra en Ucrania, que busca huir del país por distintos motivos, hace posible que el país vuelva a superar los 3 millones de habitantes en el año 2023. Se estima que el país ha recibido unos 100.000 armenios provenientes de Nagorno Karabaj desde septiembre de 2022.
El 97,9 % de la población es de origen étnico armenio. Los yazidíes constituyen el 1,3 %, y los rusos el 0,5 %. Otras minorías incluyen los asirios, ucranianos, griegos, kurdos, georgianos y bielorrusos. También hay pequeñas comunidades de valacos, mordvinos, osetios, udi, y Tats. También existen minorías de polacos y alemanes del Cáucaso, aunque sufrieron la rusificación forzosa en los tiempos de la Unión Soviética. Durante la era soviética, los azeríes fueron históricamente la segunda población más grande del país (alrededor de 10% en 1939.) Sin embargo, debido a las hostilidades con el vecino Azerbaiyán en la disputada región del Alto Karabaj, prácticamente todos ellos emigraron de Armenia. Por el contrario, Armenia recibió una gran afluencia de refugiados armenios de Azerbaiyán, dando así una población armenia de carácter homogéneo. Según el Fondo de Población de las Naciones Unidas la población en Armenia disminuirá.
Armenia tiene una diáspora muy grande (ocho millones según algunas estimaciones, que supera con creces los tres millones de habitantes de la propia Armenia), con comunidades existentes en todo el mundo. Las comunidades más numerosas se pueden encontrar: en Argentina, Australia, Canadá, Chipre, Chile, Colombia, también en la Federación Rusa, Estados Unidos, Francia, Georgia, Irán, Israel (en donde cerca de diez mil armenios residen, principalmente en Jerusalén; también hay armenios en Cisjordania, particularmente en Belén), Líbano, Siria, Turquía (en su mayoría dentro y alrededor de Estambul) dentro de los que hay que considerar los 40 000 a 70 000 armenios que aún viven en el país, Uruguay y Ucrania. Además, cerca de 130 000 armenios viven en la disputada región del Alto Karabaj, donde constituyen la mayoría.
La lengua oficial del país es el armenio, y como consecuencia de la etapa soviética, el ruso sigue estando bastante extendido, sobre todo en los ámbitos urbanos. Buena parte de la población urbana (sobre todo en Ereván) puede considerarse bilingüe.

### Religión
La religión predominante en Armenia es el cristianismo. Las raíces de la Iglesia armenia comienzan durante el siglo I d. C. Según la tradición, la Iglesia armenia fue fundada por dos de los apóstoles de Jesús, Judas Tadeo y Bartolomé, quienes predicaron el cristianismo en Armenia entre los años 40 y 60. Debido a estos dos apóstoles, el nombre oficial de la Iglesia armenia es Iglesia apostólica armenia. Armenia fue la primera nación en adoptar el cristianismo como religión del Estado, en el año 301. Según estimaciones de 2022, más del 95 % de los armenios pertenecen a la Iglesia apostólica armenia, llamada también Iglesia Gregoriana: se trata de una de las Iglesias ortodoxas orientales, al igual que la Iglesia copta y la siriaca, y se agrupa entre las llamadas miafisitas. Esta iglesia se considera ortodoxa (aunque no debe confundirse con la Iglesia ortodoxa de cuño griego), por haber mantenido la ortodoxia de la doctrina cristiana en conformidad con los padres de la Iglesia. Armenia también tiene una población de católicos de rito armenio de unos 180 000 miembros y de protestantes y seguidores evangélicos de la religión tradicional armenia.

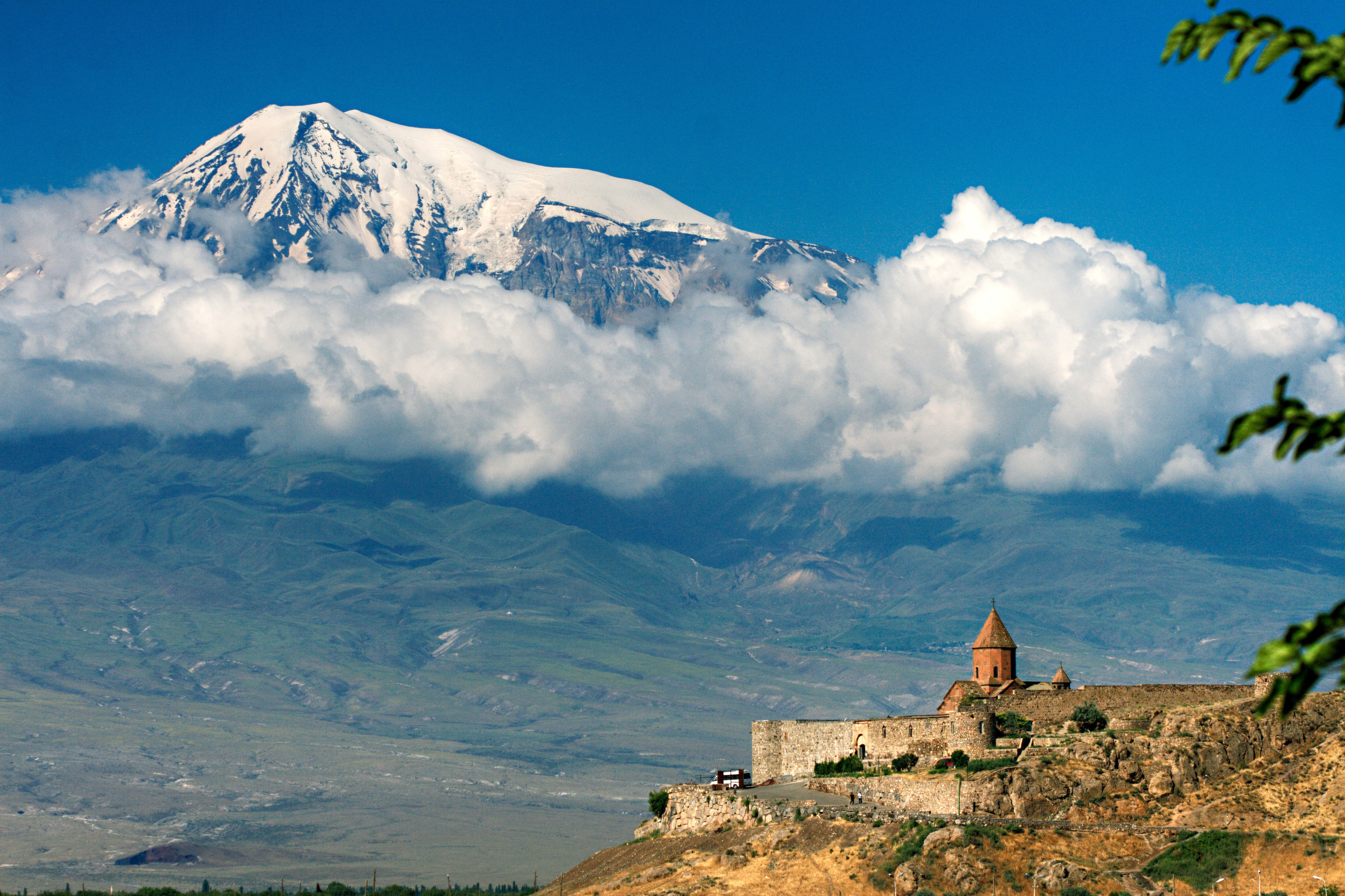
Monasterio de Jor Virap, del, levantado a la sombra del monte Ararat, donde según la Biblia encalló el Arca de Noé.

Armenia se sostiene en parte por una muy importante diáspora armenia alrededor del mundo: en Rusia (2,5 millones), en América del Norte (1,5 millones), en África (15 000), en Siria y Líbano (120 000), en la Unión Europea (500 000), principalmente en Francia; y en América Latina, (125 000), principalmente asentados en Argentina, Brasil, Uruguay, Venezuela, Chile y México.
- Armenios apostólicos (Iglesia apóstolica armenia): 93 %.
- Otros cristianos: 4 %.
- Animistas: 2 %.

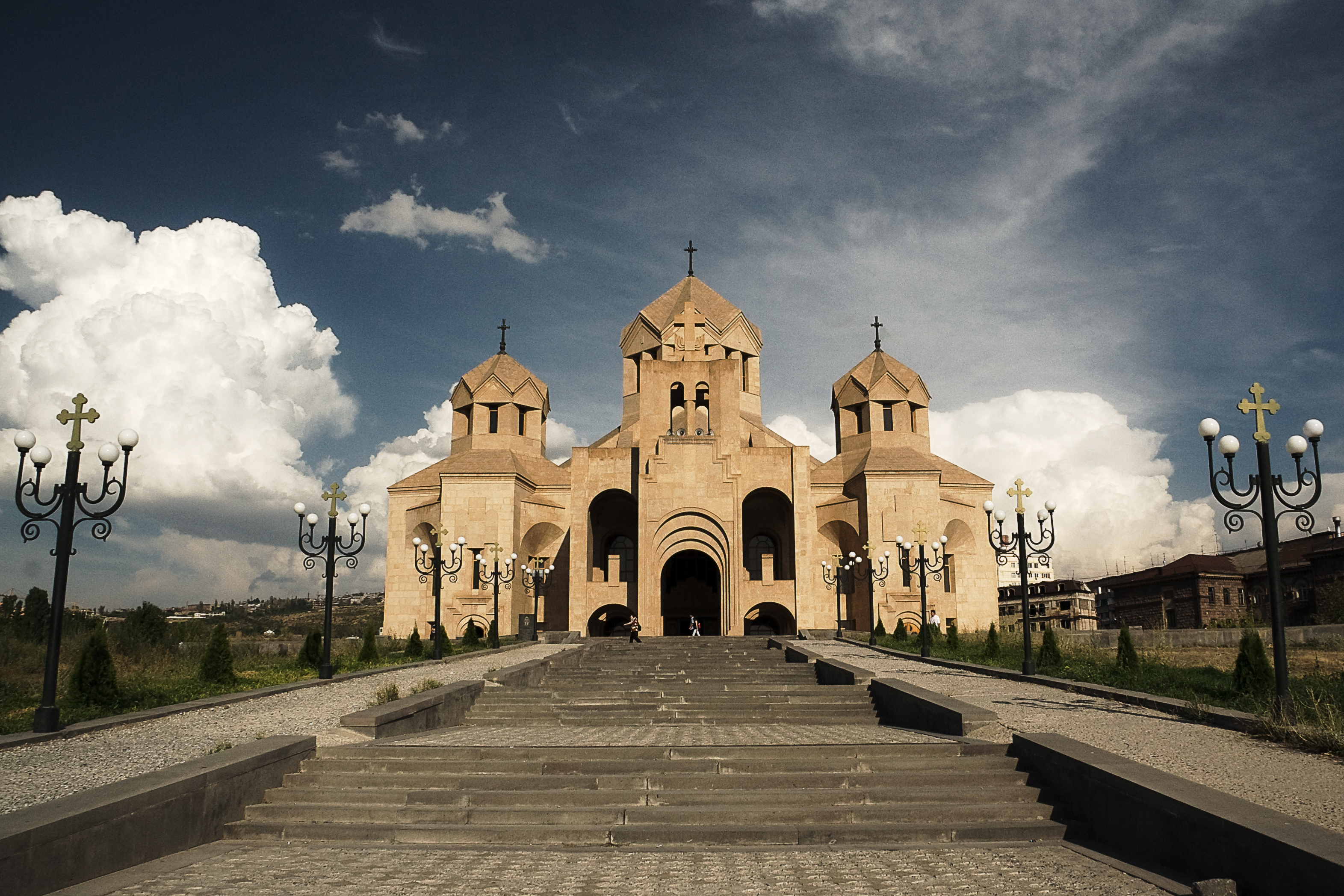
San Gregorio I el Iluminador, catedral de Ereván. La catedral fue terminada en septiembre de 2001 para la celebración del 1700 aniversario de la Cristiandad Armenia.

Más del 95 % de los cristianos armenios pertenecen a la Iglesia apostólica armenia, una forma de ortodoxia oriental (no calcedónica), que es una iglesia muy ritualista y conservadora, aproximadamente comparable a las iglesias copta y siríaca.
La Iglesia evangélica de Armenia tiene una presencia muy importante y favorable en la vida de los armenios con más de varios miles de miembros en todo el país. Su origen se remonta a 1846, que estaba bajo el patrocinio del Patriarcado Armenio de Constantinopla, cuyo objetivo era formar clérigos calificados para la Iglesia apostólica armenia.
Otras denominaciones cristianas que practican la fe basada en el Credo Niceno en Armenia son las ramas pentecostales de la comunidad protestante, como la Palabra de vida, la Iglesia de la Hermandad Armenia, los bautistas, conocidos como las denominaciones más antiguas existentes en Armenia y permitidos por las autoridades de la Unión Soviética, y presbiterianos.
La Iglesia católica mantiene jurisdicciones tanto de la Iglesia Latina como de la Iglesia Católica Armenia en Armenia. Son de destacar los mechitaristas (también escrito como mekhitaristas, en armenio: Մխիթարեան), una congregación de monjes benedictinos de la Iglesia católica armenia, fundada en 1712 por Mequitar de Sebastea. Son más conocidos por sus series de publicaciones académicas sobre versiones armenias de textos griegos antiguos que de otro manera se habrían perdido. La Iglesia católica armenia tiene su sede en Bzoummar (Líbano).
En Armenia también se encuentra una comunidad rusa de molokanes que practican una forma de cristianismo espiritual originada en la Iglesia ortodoxa rusa.
Los yazidíes viven en la parte occidental del país. El templo yazidí más grande del mundo, Quba Mêrê Dîwanê, se completó en 2019 en el pueblo de Aknalich.
Hay asimismo una comunidad judía en Armenia de aproximadamente 750 personas. Desde la independencia esta comunidad se ha reducido drásticamente, pues la mayoría ha emigrado hacia Israel. Actualmente hay dos sinagogas en Armenia: una en la capital, Ereván, y la otra en la ciudad de Seván, situada cerca del lago Seván.

## Cultura

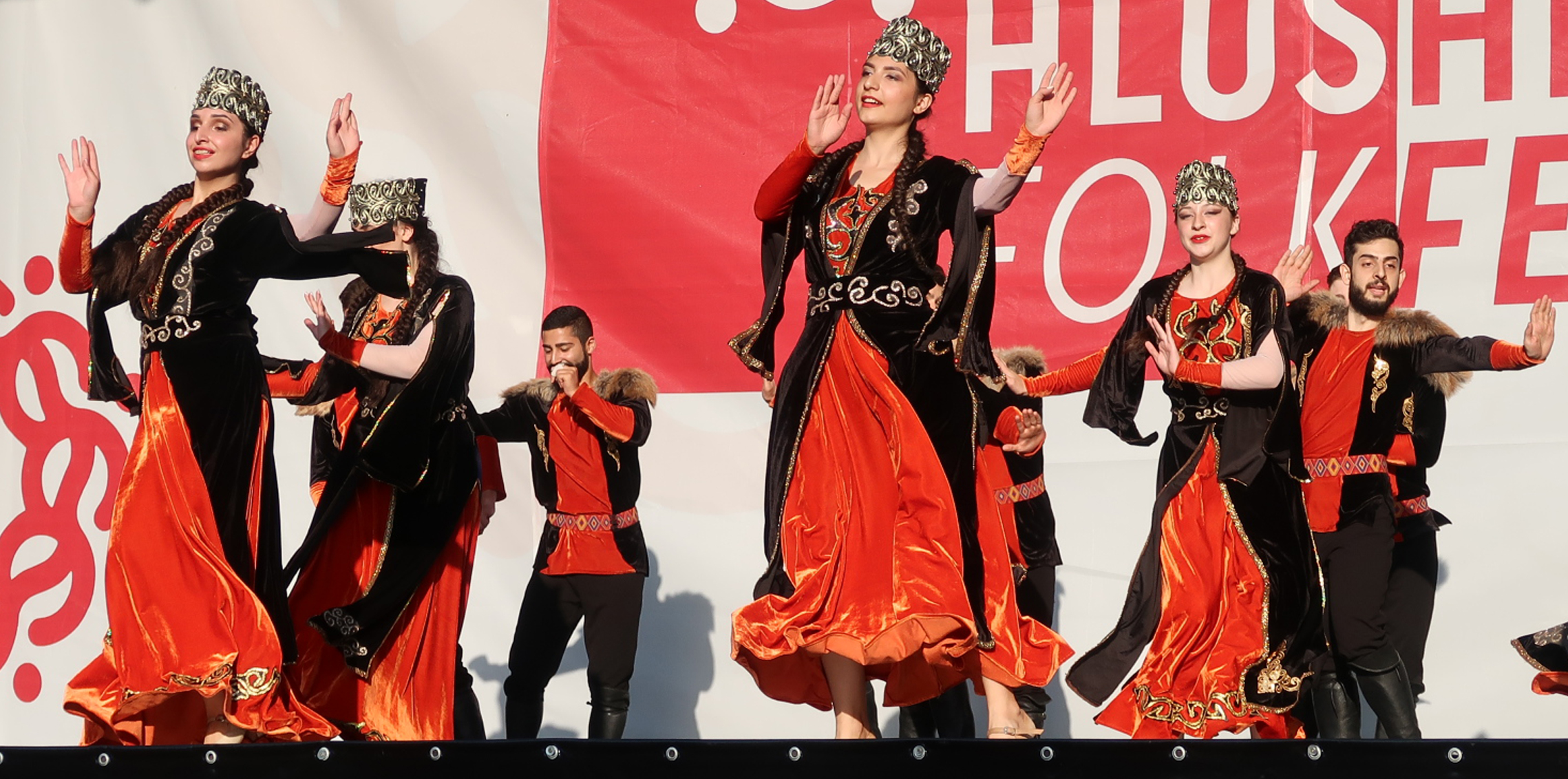
Bailarines armenios.

Los armenios tienen su propio alfabeto e idioma distintivos. El alfabeto fue inventado por Mesrob Mashtóts y consiste en 39 letras (con 36 sonidos fonéticos), tres de las cuales fueron añadidas durante el período de Cilicia. El 96 % de los habitantes del país habla armenio, mientras el 75,8 % de la población habla además ruso como resultado de la política lingüística soviética. La tasa de alfabetización adulta en Armenia es del 98 %. La mayoría de los adultos de Ereván pueden comunicarse en ruso, mientras la popularidad del inglés crece. En 1914, Grigori Nikoláievich Neúimin bautizó con el nombre de Armenia al asteroide 780.

### Literatura
La literatura comenzó en Armenia alrededor del 400 a. C. Crearon la mayoría de las artes literarias cerca de Moses de Khorene, en el siglo V. Con los años, tanto los elementos de la literatura así como las historias y los mitos fueron cambiando a través de las generaciones. Durante el siglo XIX, el escritor Mikael Nalbandián trabajó para crear una nueva identidad literaria armenia. El poema de Nalbandián “La canción de la muchacha italiana” se convirtió en la letra del himno nacional armenio Mer Hayrenik.

### Arte
La arquitectura armenia ha desarrollado un estilo propio característico desde el siglo IV que se manifiesta en las iglesias y monasterios construidos en el país a lo largo de su historia, pero también en las construcciones realizadas por las comunidades armenias que han abandonado el país en los últimos siglos.

### Música

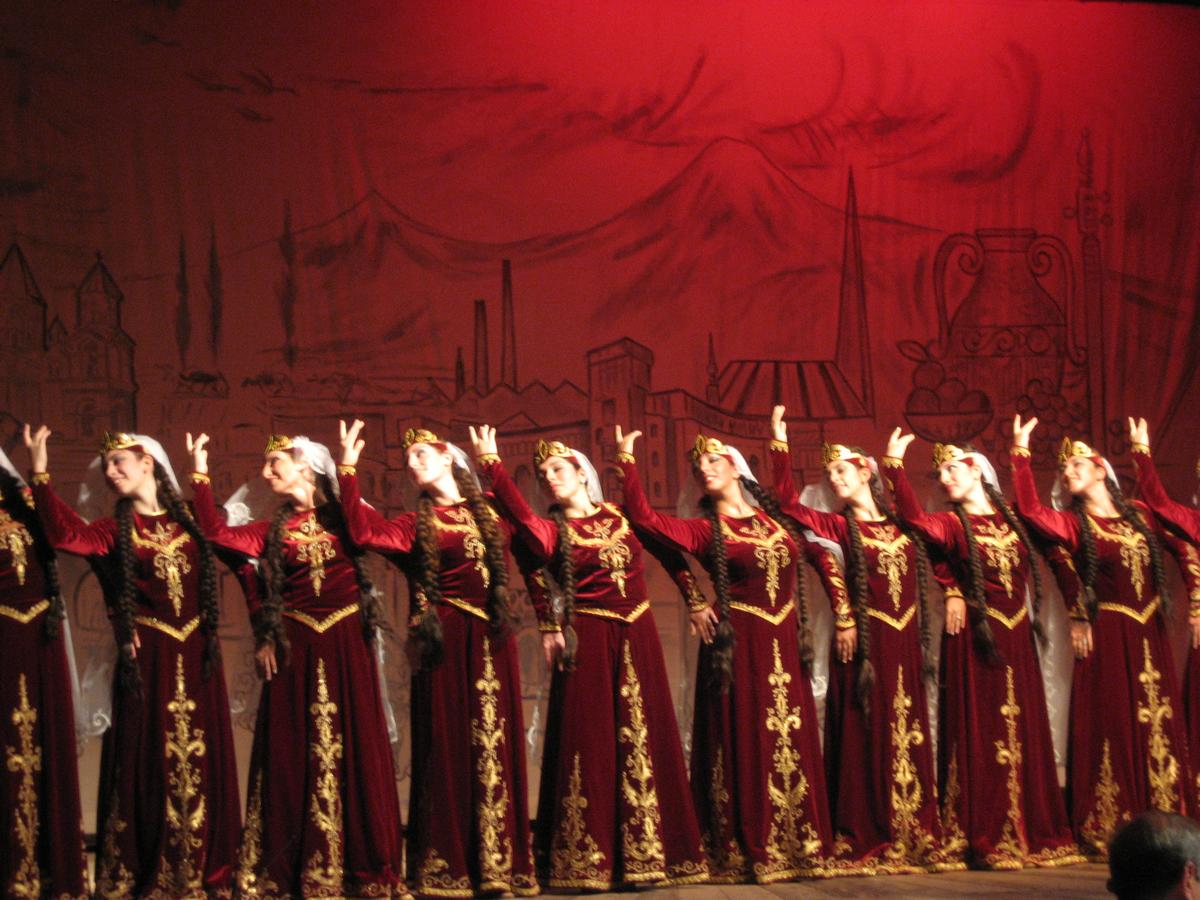
Danza tradicional armenia.

Armenia es la madre patria del compositor y director clásico contemporáneo Aram Khachaturian. Considerado uno de los grandes músicos del siglo XX junto a Serguéi Prokófiev y Dmitri Shostakóvich forman el trío de grandes sinfonistas de la Unión Soviética. Su carrera se desarrolló principalmente en Moscú. Llegó a popularizarse gracias a la selección de algunos pasajes de su obra por Stanley Kubrick para la banda sonora de 2001 Una Odisea Espacial («Las Hilanderas» del adagio de Gayaneh). Entre sus obras destacan Gayaneh, Espartaco y su contribución con grandes partituras al ballet. También forman parte del patrimonio universal colectivo los trepidantes y vertiginosos compases de la «Danza del sable» el último movimiento de Gayaneh.
En la actualidad existen varios músicos de renombre internacional procedentes o vinculados con Armenia: el ganador del Premio Grammy Arto Tunçboyaciyan, el violinista y compositor Samvel Yervinyan y, especialmente, el grupo de rock formado en Los Ángeles en 1995 System of a Down cuyos integrantes, Serj Tankian, Daron Malakian, Shavo Odadjian y John Dolmayan, son de origen armenio. Dos exponentes de la música armenia propiamente dicha son Levón Minassián y Armand Amar aunque existe una larga tradición de producción de música regional y tradicional. Otro reconocido cantante de ascendencia armenia es el francés Charles Aznavour.
Armenia forma parte de la UER desde el 2005 hecho que le permitió participar en el Festival de la Canción de Eurovisión al año siguiente pasando la semifinal con muy buenos resultados hasta la edición de 2011 en Düsseldorf. En su breve participación es uno de los países con mejores resultados promediados. Armenia también ha participado en el Festival de la Canción de Eurovisión Junior, habiendo organizado el certamen de la edición de 2011 en la que participaron trece países.
Rosa Linn Representó a Armenia en el Festival de la Canción de Eurovisión 2022, celebrado en Turín (Italia), finalizando en 20.ª posición, su sencillo Snap presentado en dicha edición, se convirtió en un hit internacional, convirtiéndola, a la fecha, en la cantante armenia más popular en todo el mundo.

### Cine

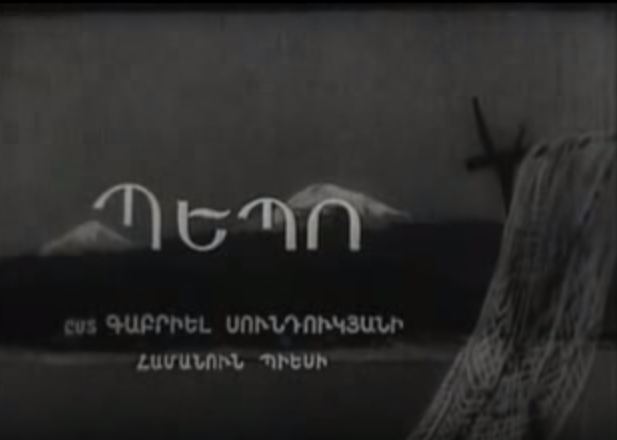
Fotograma inicial de "Pepo" (1935)

En 1925 Hamo Beknazarian realizó el primer largometraje armenio. Titulado "Namus" ("Honor") está basado en la novela homónima de Alexander Shirvanzadeh en la que se narran los ritos y costumbres despóticas de las familias caucásicas. Un año más tarde rodó Shor u Shorshore, una suerte de Pat & Patachon armenios. Sin embargo el éxito le vino con "Pepo" en 1935, primera película sonora del país. La película, que contó con la música del compositor Aram Khachaturian, tuvo una gran aceptación en toda la Unión Soviética. De esa época también películas del georgiano Iván Perestiani que alternaba la dirección entre ambos países.
Tras el periodo que transcurre entre 1948 y 1954, que afectó por igual a todas las repúblicas soviéticas, se produjo un resurgir del cine en Armenia. En las décadas de 1950-60 sobresalen Grigori Melik-avakian, Frunze Dovlatyan ("Hola, soy yo", 1964 y "Nostalgia", 1990), Guénrij Malian ("El triángulo", 1967) y Serguéi Paradzhánov con su "El color de la granada (1969)", película sobre la vida del poeta y cantante Sayat-Nová que en algunas encuestas académicas aparece como una de las mejores películas realizadas en la Historia del cine.
Entre 1970 y 1980 Artavazd Peleshian, conocido por desarrollar la teoría del montaje a distancia que combina la percepción de profundidad con entidades que se aproximan, convirtió la edición audiovisual en elemento central para el orden rítmico y musical de la obra. Entre sus obras más destacadas están el mediometraje "Tarva yeghanakner" ("Las estaciones"), 1975 y "Mer dare" ("Nuestro siglo"), 1982. También destacó en el género documental Mijaíl Vartanov ("Paradzhánov: La última primavera", 1992)
Como ocurrió con el resto de países que componían la URSS, su disolución trajo consigo serios problemas para el mundo cinematográfico en lo económico. Suren Babayan que antes de 1991 rodó varios largometrajes entre los que destaca "El decimotercer apóstol" (1988), basada en la obra Crónicas marcianas de Ray Bradbury, y "Sangre" (1990); no pudo volver a rodar hasta 2001 ("Khent hreshtak").

### Gastronomía

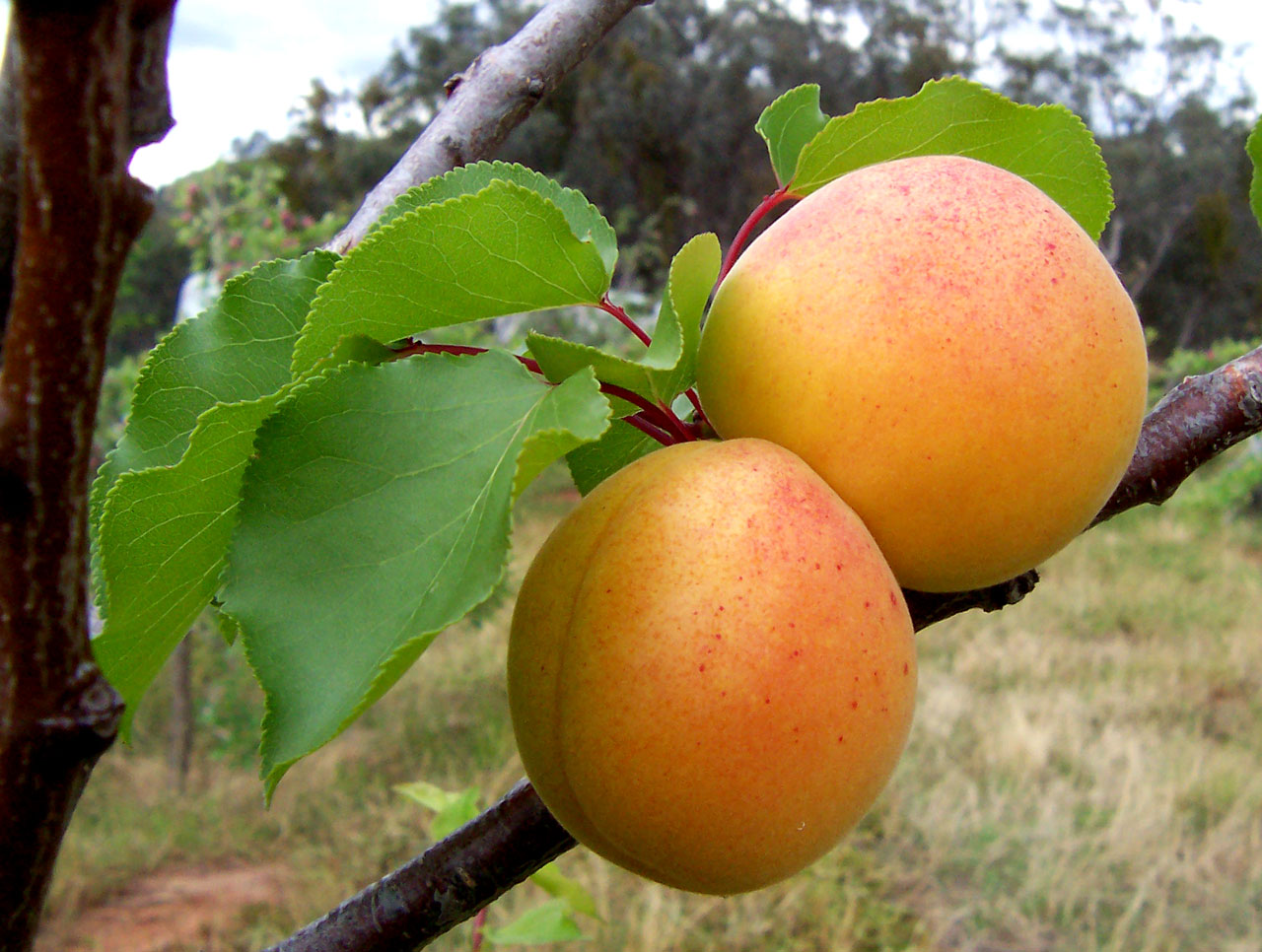
El albaricoque, un símbolo culinario de la cocina armenia.

La gastronomía de Armenia está formada por los platos y tradiciones culinarias de los pueblos armenios, incluido los integrantes de la diáspora armenia. La historia de Armenia muestra que tras la destrucción del Imperio seléucida surgió el primer estado armenio independiente, fue fundado en el 190 a. C. por Atarxias, cuyos sucesores se conocen como dinastía Artáxida y siendo después en el siglo XX parte del estado soviético, hecho este último que marcó algunas costumbres culinarias en este país y fijó un cambio de las tradiciones culinarias de muchos siglos. La cocina armenia se caracteriza por estar entre la cocina mediterránea y la del Cáucaso, se trata de un conjunto de elaboraciones características de una población nómada que vive en una región fría. Con grandes influencias de la cocina del Oriente Medio, de Rusia y de los Balcanes.
La Granada es una de las frutas que simbolizan a Armenia y muchas tradiciones armenias se llevan a cabo representando a esta fruta. Por ejemplo en las bodas armenias es tradición lanzar una granada contra la pared, buscando la bendición de sus hijos. La granada también es la diversidad dentro de la unión, representada por los granos. Y, yendo más allá, es un homenaje a los armenios de la diáspora.

## Deportes

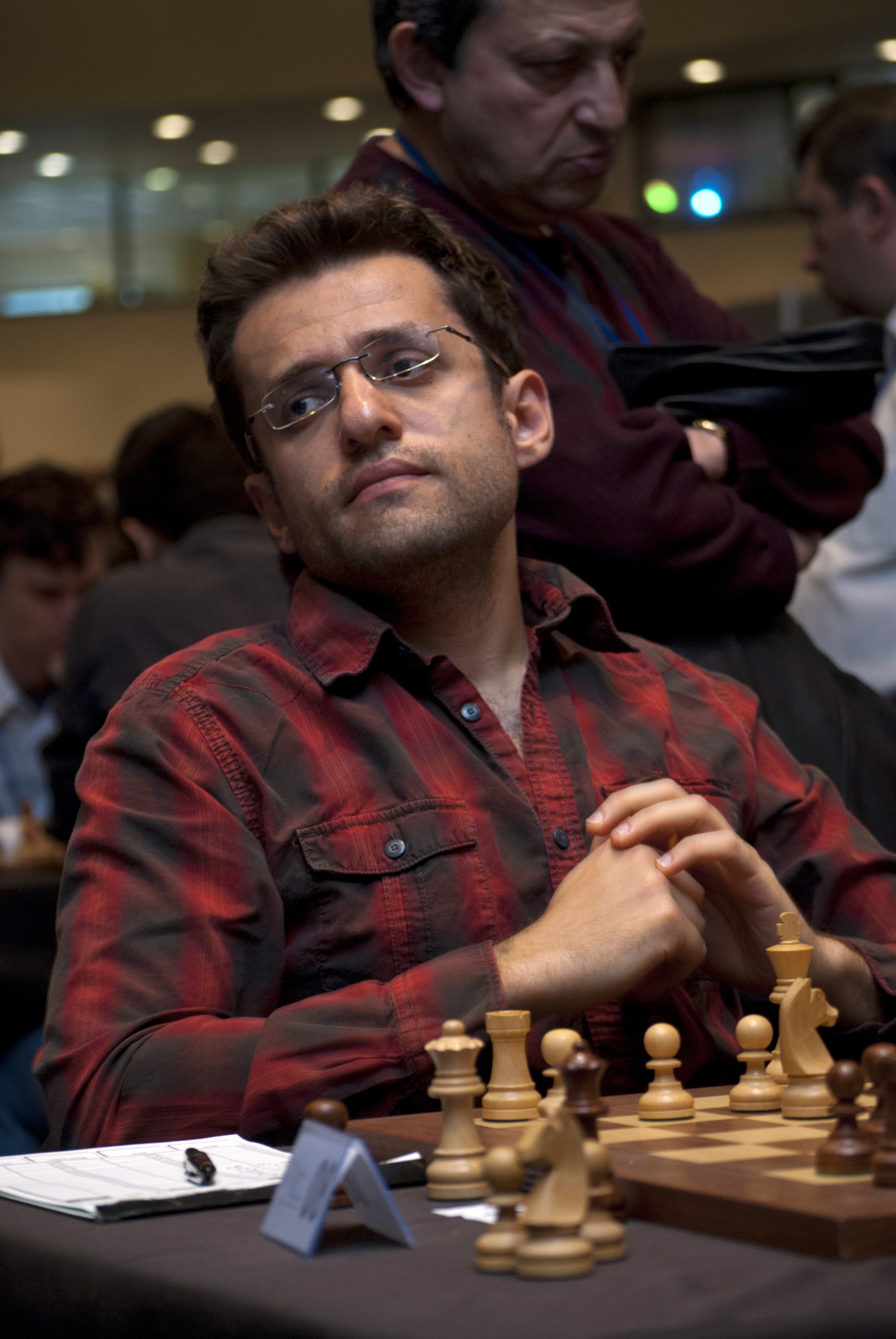
El armenio Levon Aronian es Gran Maestro Internacional de ajedrez.

En Armenia se juegan muchos tipos de deportes, entre los que destacan la lucha libre, el levantamiento de pesas, el judo, el fútbol, el tenis de mesa, el ajedrez y el boxeo. Armenia es un terreno montañoso y ofrece la oportunidad de que algunos deportes como el esquí y el alpinismo sean practicados masivamente. Al ser un país sin litoral, los deportes acuáticos sólo puede ser practicados en los lagos, en especial el lago Sevan. Competitivamente, Armenia ha tenido éxito en halterofilia y lucha libre.
Armenia es también participante activa en la comunidad deportiva internacional con la plena pertenencia a la Unión de Asociaciones de Fútbol Europeas y la Federación Internacional de hockey sobre hielo. También es sede de la Pan - Juegos de Armenia.
Su selección de fútbol nunca se ha clasificado ni a la Eurocopa ni a la Copa Mundial de Fútbol. Es una selección de nivel medio en Europa. A nivel nacional, la Liga Premier de Armenia es el torneo más importante del país, fue creada en 1992 tras la independencia, y el equipo más laureado es el Pyunik Ereván con 14 títulos.
Armenia es una auténtica potencia mundial en el ajedrez. El campeón mundial Tigran Petrosian fue uno de los mayores exponentes del ajedrez de tipo posicional. En la Olimpiada de ajedrez celebrada en Turín en 2006, el equipo masculino se proclamó campeón y el equipo femenino se clasificó en séptimo lugar. Levon Aronian, Vladímir Akopián, Karen Asrian, Smbat Lputian, Gabriel Sargissian y Artashes Minasian conformaron el equipo masculino. Lilit Mkrtchian, Elina Danielian, Nelli Aginian y Siranush Andriasian formaron el femenino. El equipo técnico lo formaban Arshak Petrosian y Tigran Nalbandian. El múltiple campeón del mundo ruso Garry Kasparov tiene raíces armenias por vía materna.